# BV De Graafschap
BV De Graafschap is een Nederlandse voetbalclub uit het Gelderse Doetinchem. De club werd in het jaar 1954 opgericht. De traditionele uitrusting van De Graafschap bestaat uit een horizontaal gestreept blauw-wit shirt, gebaseerd op de kleuren van de stad. De Achterhoekers spelen sinds de oprichting van de club hun thuiswedstrijden op De Vijverberg. Het stadion biedt plaats aan 12.600 toeschouwers. De Graafschap is de enige club die sinds de oprichting van het profvoetbal in Nederland nog steeds als onafhankelijke voetbalclub bestaat.
Hoewel De Graafschap geen grote nationale, laat staan internationale successen heeft behaald, slechts eenmaal werd het linkerrijtje van de Eredivisie bereikt met een achtste plaats en drie keer de kwartfinale van de KNVB Beker, heeft de club een loyale achterban met een gemoedelijke maar fanatieke sfeer. De aanhang noemt zichzelf 'Superboeren' en staat bekend om zijn Achterhoekse plattelandsmentaliteit. De Graafschap geniet dan ook in het gehele voetballand bekendheid onder de bijnaam de Superboeren, die synoniem is komen te staan voor de clubnaam en een gangbare term is in de spreektaal en de schrijvende media.

## Geschiedenis

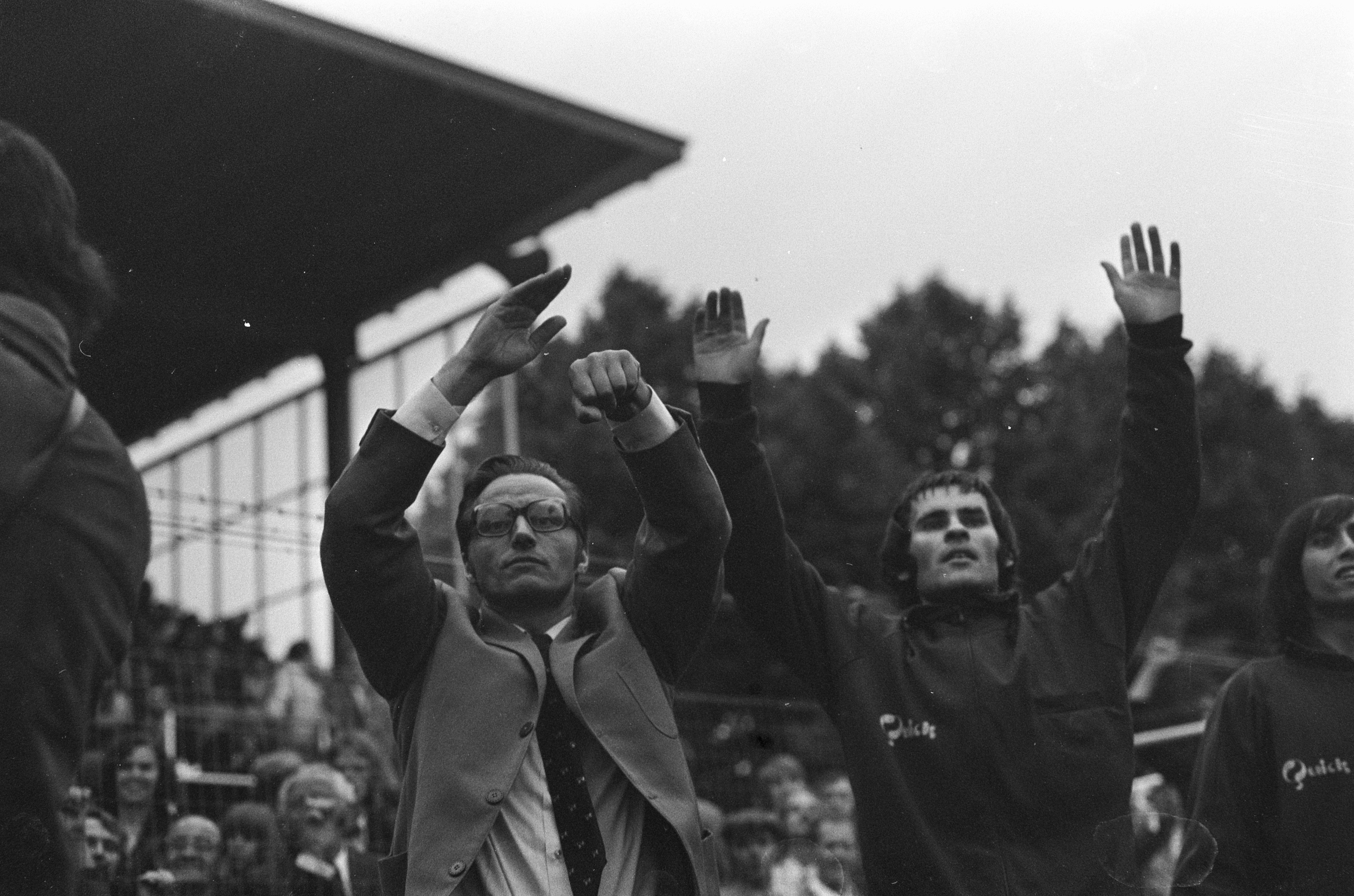
Onder leiding van De Visser promoveerde de club in juni 1973 voor het eerst naar de Eredivisie.

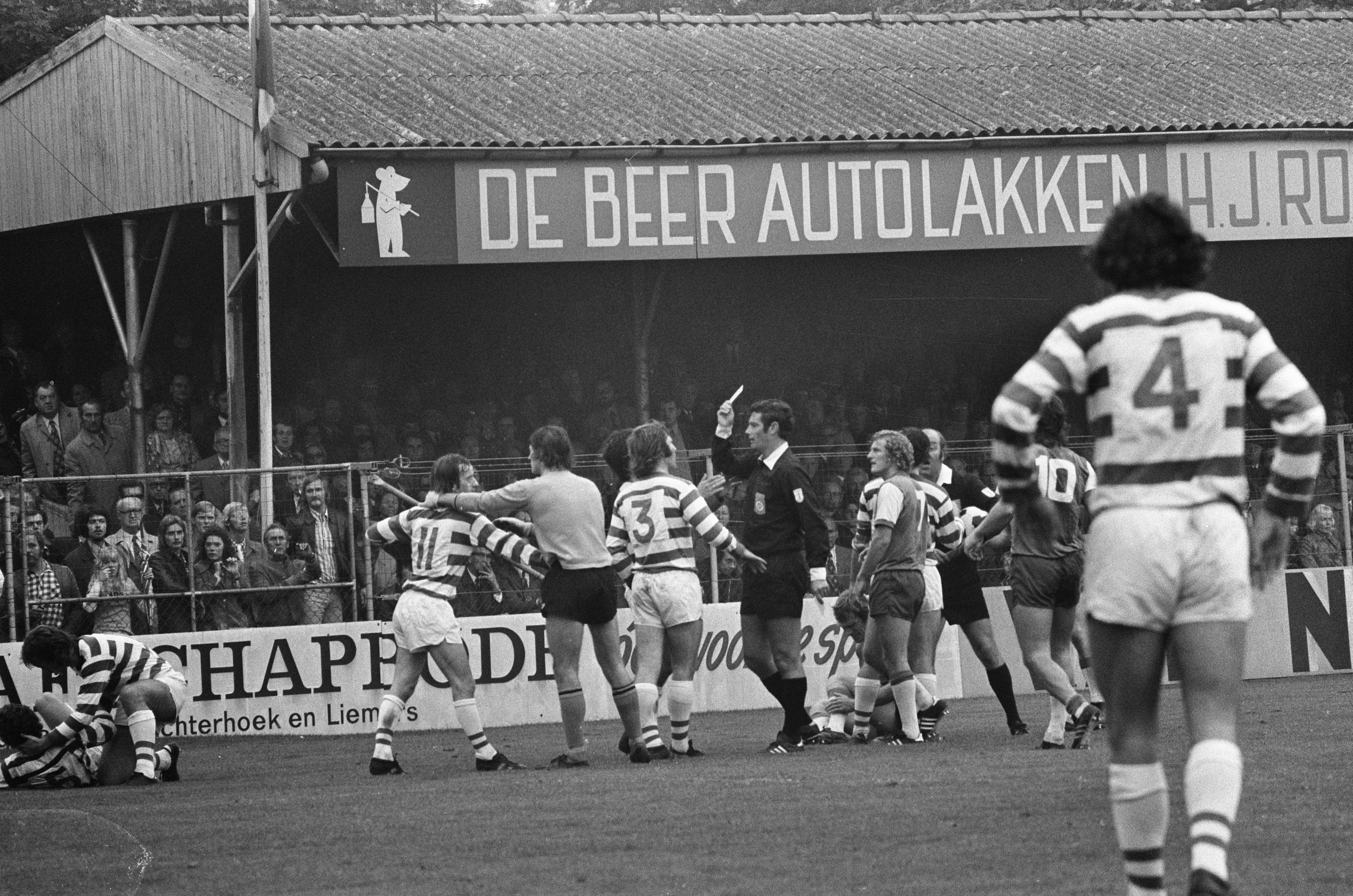
Eredivisie, De Graafschap tegen Feyenoord 5-7, 7-10-1973.

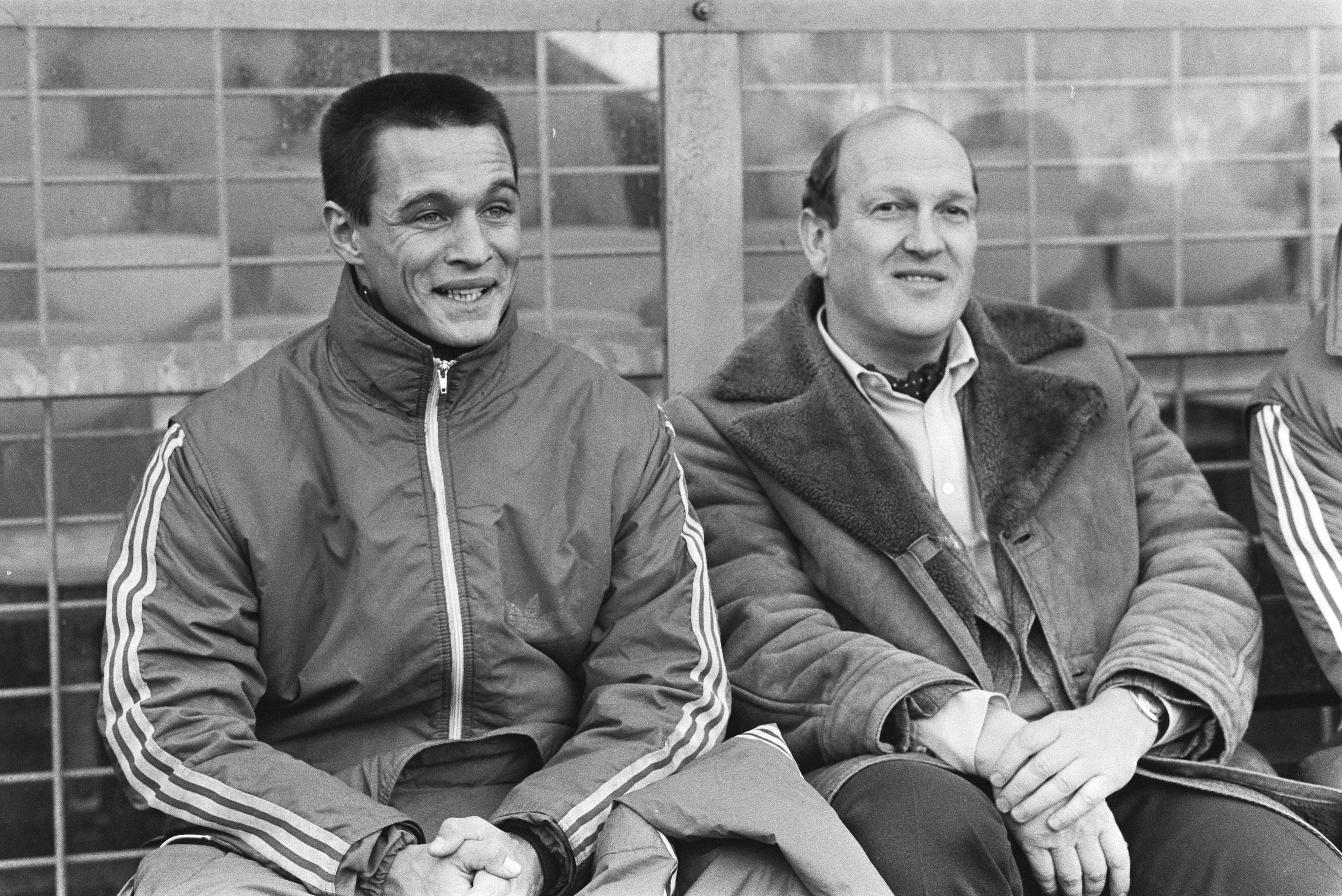
In het seizoen 1990-1991 werd de club met Simon Kistemaker (r) ongeslagen kampioen van de Eerste Divisie (Kistemaker hier als trainer van Volendam; eredivisieduel Ajax-Volendam 5-0, 5-2-1984).

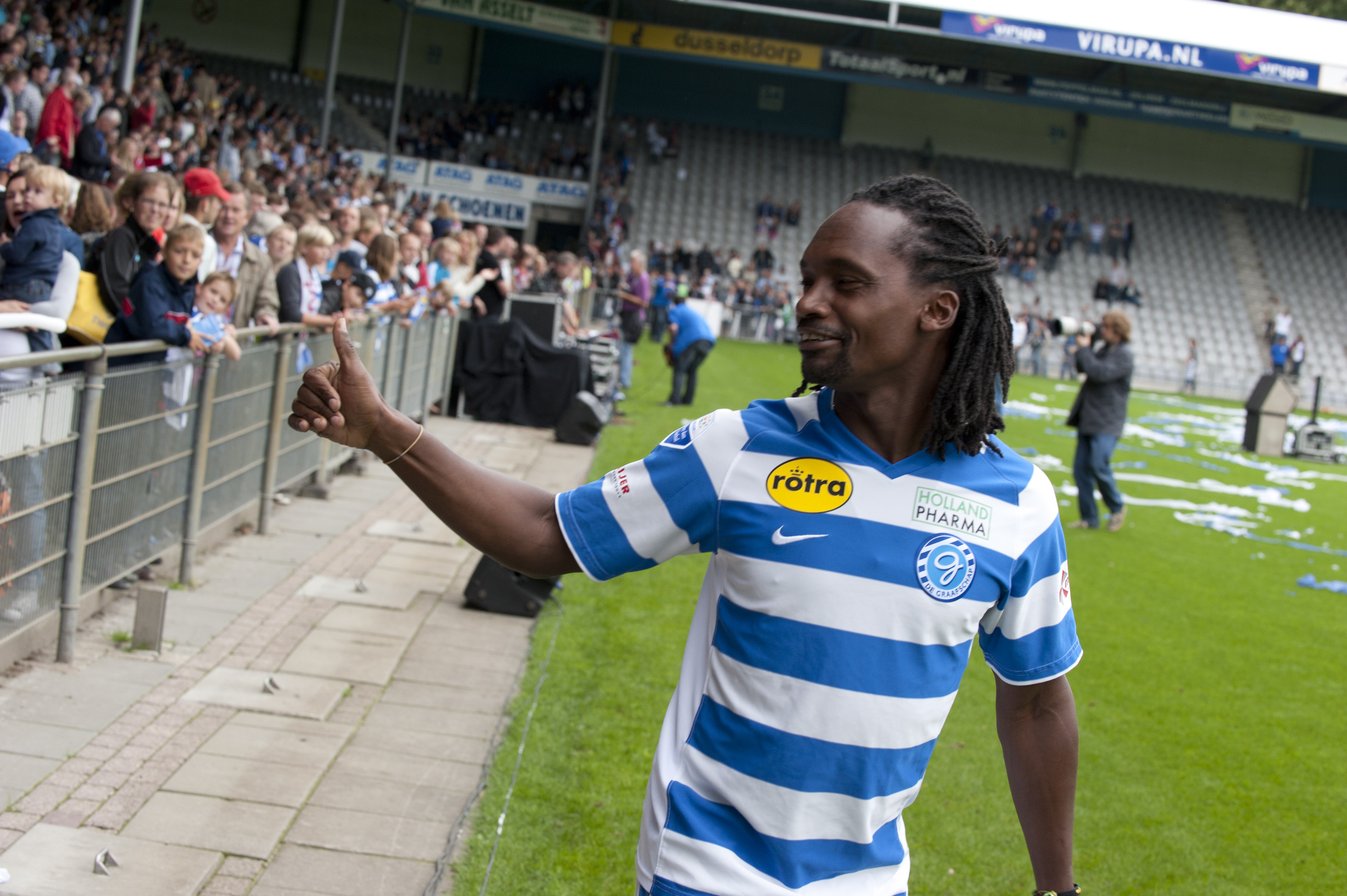
Tussen 1995 en 2003 speelde De Graafschap het langst onafgebroken in de Eredivisie.

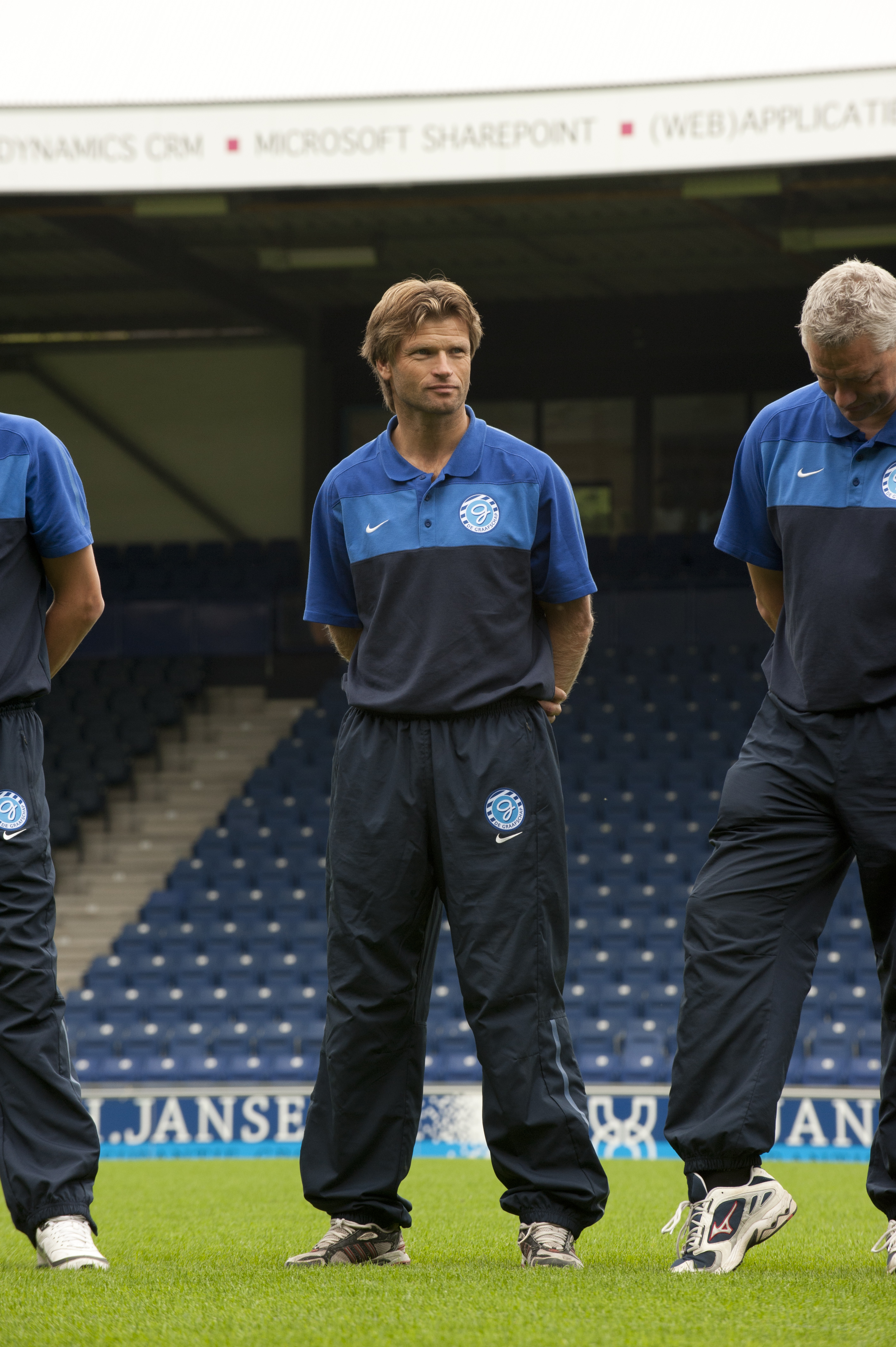
In 2015 werd Mister De Graafschap Jan Vreman trainer van de club.

### Ontstaan van de club
Naar aanleiding van de Watersnoodwedstrijd en de weigering van de KNVB om het profvoetbal in te voeren, werd de 'wilde bond' NBVB opgezet. In deze bond zou profvoetbal gespeeld worden, waarvoor nieuwe clubs werden opgericht. In Doetinchem werd onder leiding van de heer Johan Roodbergen op 1 februari 1954 de beroepsvoetbalclub (bvc) 'De Graafschap' opgericht. De naam verwijst naar de Oost-Gelderse streek De Graafschap waarin Doetinchem ligt en dat voluit Graafschap Zutphen (tot 1795 het Kwartier van Zutphen) heette. De streek is nu beter bekend als De Achterhoek. De club De Graafschap zou spelen met een horizontaal blauw en wit gestreept shirt, een witte broek en horizontaal blauw en wit gestreepte kousen. In Doetinchem was voordien nog nooit profvoetbal gespeeld. Toen de NBVB en KNVB fuseerden, trad De Graafschap alsnog toe tot de (prof)competitie. Hiervoor fuseerde de club met VV Oosseld (opgericht in 1922, kortweg VVO) tot vereniging betaald voetbal (vbv) 'De Graafschap' nadat gesprekken over een samengaan van alle clubs rond Doetinchem op niets waren uitgelopen. De clubs maakten gescheiden het seizoen 1954/55 af en hierna werd de fusie geformaliseerd en werd Oosseld de amateurafdeling van De Graafschap. Gesprekken om ook VV Doetinchem hierbij te betrekken werden door de leden van Doetinchem verworpen. De Graafschap is de enige ploeg uit de NBVB die nog als zelfstandige profclub bestaat. Oprichter Roodbergen, die een tribune naar zich vernoemd kreeg, zag 'zijn' De Graafschap nooit spelen, omdat hij nagenoeg blind was. De thuiswedstrijden werden in het nieuw gebouwde stadion De Vijverberg gespeeld.

### Eerste promotie
Onder leiding van Piet de Visser en met Guus Hiddink als spil in het elftal won De Graafschap de eerste nacompetitie in het Nederlandse voetbal in het seizoen 1972/73. Het eerste seizoen in de Eredivisie werd een succes met een veertiende plaats en onder andere een 1-0 thuisoverwinning op AFC Ajax. Ook in de twee daaropvolgende seizoenen wist de ploeg zich veilig te spelen, maar in de Eredivisie 1976/77 eindigde de ploeg laatste. Het zou de eerste degradatie zijn van in totaal negen degradaties doorheen de geschiedenis van de club, met evenzoveel promoties. In het seizoen van de Eerste divisie 1980/81 deed De Graafschap nooit mee om de prijzen. Jonkheer Boudewijn de Geer was dat seizoen niet populair bij de supporters en werd in de beslissende nacompetitiewedstrijd tegen FC Den Bosch uitgefloten door het publiek. Maar de stemming sloeg om toen De Geer twee keer scoorde en de Graafschap naar de Eredivisie schoot. In het daaropvolgende seizoen eindigde de club laatste en degradeerde voor de tweede maal. Net zoals de nacompetitie of play-offs om promotie/degradatie zou een motto in het Achterhoeks dialect dat de club en haar supporters hanteren de sportieve geschiedenis van De Graafschap definiëren: "Wi-j komt altied weer terug."

### Hoogtijdagen en degradatie
In het seizoen 1990/91 werd De Graafschap onder trainer Simon Kistemaker ongeslagen kampioen van de Eerste Divisie. Na 1 jaar eredivisie degradeerde het meteen weer. Tussen 1995 en 2003 speelde De Graafschap het langst onafgebroken in de Eredivisie. In 1997 eindigde De Graafschap onder Fritz Korbach op de achtste plaats, de hoogste eindpositie ooit. Sindsdien liepen de resultaten terug en in 2003 degradeerde De Graafschap onder trainer Peter Bosz na acht jaar Eredivisie terug naar de Eerste Divisie.

### Heen en weer
In het daaropvolgende seizoen promoveerde De Graafschap ondanks de zesde plaats op wonderbaarlijke wijze opnieuw naar de Eredivisie. In de wedstrijd uit tegen Excelsior die de geschiedenis zou ingaan als Het Wonder van Woudenstein stond De Graafschap in de 90e minuut in de virtuele stand van de nacompetitie poule net onder Heracles Almelo. Beide ploegen hadden op dat moment 11 punten maar Heracles had een beter doelsaldo. In de extra tijd scoorde verdediger Michael van der Kruis de winnende treffer (2-3). Omdat Heracles bleef steken op een 2-2 gelijkspel tegen FC Volendam promoveerden niet de Almeloërs maar De Graafschap naar de eredivisie.
Een jaar later degradeert De Graafschap via hetzelfde systeem terug naar de Eerste Divisie na in de Eredivisie als zeventiende te zijn geëindigd. In 2006 eindigde De Graafschap als vijfde in de Jupiler League.

### Tweemaal kampioen
In 2007 werd De Graafschap met overmacht kampioen van de Eerste Divisie en wist het vriend en vijand te verrassen door in de winter van het daaropvolgende seizoen de twaalfde plaats in de Eredivisie te bezetten. Na de winterstop ging het bergafwaarts. Slechts één overwinning werd er in de tweede seizoenshelft geboekt, maar via de nacompetitie wist de club zich alsnog veilig te spelen.
Na vele transfers en een trainerswissel in de zomer sloot De Graafschap het daaropvolgende seizoen af op de zeventiende plaats. De Graafschap wist op wonderbaarlijke wijze aan directe degradatie te ontsnappen door in de voorlaatste wedstrijd in de laatste minuut de winnende treffer te maken tegen NAC Breda. Vervolgens bleek een 2-2 gelijkspel in de degradatiekraker tegen directe concurrent Volendam op de laatste speeldag voldoende om rechtstreekse degradatie te ontlopen. In de nacompetitie ging het met De Graafschap alsnog mis. In de finale werd er over drie wedstrijden verloren van RKC Waalwijk.
De Graafschap speelde vervolgens een goed seizoen en kroonde zich in de 35e speelronde tot kampioen van de Jupiler League 2009/10. In de kampioenswedstrijd werd Go Ahead Eagles na een vroege 2-0 achterstand alsnog verslagen. De 2-2 en 3-2 vielen in de 86e en 89e minuut.
In het seizoen 2010/11 in de Eredivisie werden er onder trainer Darije Kalezic prima resultaten behaald en eindigde De Graafschap met 38 punten op de veertiende plek, de beste prestatie sinds de eeuwwisseling. De Graafschap verloor gedurende het seizoen slechts drie van de zeventien thuiswedstrijden, won in de Kuip met 1-0 van Feyenoord en eindigde op de ranglijst boven aartsrivaal Vitesse.

### Zwarte jaren
Het seizoen 2011/12 was een dramatische jaargang voor De Graafschap. Er werd al lange tijd slecht gepresteerd toen trainer Andries Ulderink in januari na een pijnlijke 4-1 thuisnederlaag tegen concurrent VVV-Venlo op straat werd gezet. Onder interim-trainer Richard Roelofsen wist de ploeg rechtstreekse degradatie nog net te ontlopen. In de nacompetitie ging de club alsnog onderuit tegen FC Den Bosch.
In de zomer van 2012 werd Pieter Huistra als trainer aangesteld. Naarmate het seizoen vorderde nam de onvrede bij de supporters steeds verder toe. De sportieve resultaten waren erg slecht en ook op bestuurlijk niveau was er veel onrust binnen de club. Er zouden problemen zijn met de financiën, bestuurders lagen met elkaar en de media overhoop en het stadion was vaak nog niet voor de helft gevuld. Wel werd de derde periode gewonnen. Uiteindelijk eindigde De Graafschap op de achtste plaats en werd het in de nacompetitie uitgeschakeld door eredivisionist Roda JC Kerkrade.
Het daarop volgende seizoen was ook een moeilijke jaargang. Eind 2013 werd bekendgemaakt dat De Graafschap een schuld had van 3 miljoen euro. De Graafschap kreeg van de Vereniging Betaald Voetbal (de op dat moment enige aandeelhouder) toestemming om aandelen uit te geven om zo van de schulden af te komen. De Graafschap zette 30 aandelen te koop. Op 11 december meldde De Graafschap op zijn website dat Guus Hiddink een aandeel had gekocht. Trainer Huistra werd halverwege het seizoen ontslagen en zijn opvolger Jimmy Calderwood stapte na slechts 29 dagen op vanwege een conflict met het bestuur. Met Jan Vreman als nieuwe hoofdtrainer werd de weg omhoog voorzichtig weer ingezet en De Graafschap eindigde uiteindelijk als zevende. In de nacompetitie werd het in de tweede ronde na een spannende ontknoping uitgeschakeld door eredivisionist RKC Waalwijk.

### Terug naar de Eredivisie
In het seizoen 2014/15 waren de bestuurlijke problemen verkleind en ook de financiële malaise leek achter de rug. Met een vrij jonge selectie – waarbij regelmatig vier of vijf spelers uit de eigen jeugdopleiding aan de aftrap verschenen – eindigde De Graafschap op de zesde plek, en dwong daarmee deelname af aan de nacompetitie. In de eerste ronde versloeg de club met veel geluk Almere City FC. In de tweede ronde won De Graafschap tweemaal met 1-0 van Eredivisionist Go Ahead Eagles. In de finale van de play-offs speelde de club van trainer Jan Vreman thuis met 0-0 gelijk tegen FC Volendam om vervolgens uit met 1-0 te winnen. Hierdoor promoveerde De Graafschap na drie jaar afwezigheid weer naar de Eredivisie.
Doordat er financieel nog niet veel mogelijk was in Doetinchem, trok De Graafschap in de zomer van 2015 relatief onbekende spelers uit met name de Eerste Divisie aan. De club wilde geen nieuwe financiële problemen veroorzaken door koste wat kost voor handhaving te gaan. Mede hierdoor stond De Graafschap in de winterstop op de laatste plaats met slechts vijf punten en een gat van acht punten met de nummer zeventien SC Cambuur. Na de winterstop werd echter een inhaalrace ingezet en wist De Graafschap Cambuur te passeren op de ranglijst, wat deelname aan de play-offs opleverde. In de slotwedstrijd van de reguliere competitie speelde De Graafschap thuis met 1-1 gelijk tegen Ajax, dat daardoor de titel misliep. De Graafschap schakelde in de play-offs MVV Maastricht uit, maar verloor daarna in de beslissende wedstrijden om promotie/degradatie van Go Ahead Eagles. Normaal gesproken zou degradatie daarmee een feit zijn. In dit geval moest De Graafschap echter afwachten wat er zou gebeuren met FC Twente. De KNVB was voornemens die club terug te zetten naar de Eerste divisie. De Graafschap zou dan in zijn plaats alsnog in de Eredivisie mogen blijven, maar die beslissing van de licentiecommissie werd door de beroepscommissie van de KNVB ten gunste van FC Twente herzien.

### Huidig
Mede doordat de club lang in onzekerheid verkeerde hangende de uitspraak van de beroepscommissie van de KNVB was men niet in staat een uitgebalanceerde selectie samen te stellen voor het seizoen 2016/17. Dit seizoen werd dan ook een van de slechtste in de clubgeschiedenis. Halverwege het seizoen stond De Graafschap 16e en werd coach Jan Vreman ontslagen en vervangen door Henk de Jong. Na de winterstop werden de resultaten iets beter en De Graafschap wist bijna nog de vierde periode te pakken. Uiteindelijk kwam De Graafschap vier punten tekort om zich voor de play-offs te plaatsen en eindigde het op een teleurstellende 12e plek.
Voor het seizoen 2017/18 ging de selectie op de schop. Omdat financieel nog altijd niet veel mogelijk was, haalde De Graafschap vrijwel alleen transfervrije spelers en huurlingen. Hoewel De Graafschap ook dit seizoen wisselvallig presteerde en de club met name rond de winterstop een matige periode kende, wist De Graafschap mede door een sterke eindsprint een 4e plaats te behalen en zich te kwalificeren voor de play-offs om promotie/degradatie. Hierin werden achtereenvolgens Telstar en Almere City FC verslagen, waardoor promotie opnieuw een feit was. Na een seizoen degradeert de ploeg via de nacompetitie weer terug naar het tweede niveau. Trainer Henk de Jong vertrekt na het seizoen naar SC Cambuur. Zijn opvolger Mike Snoei komt over van Telstar. In het seizoen 2020/21 greep de Graafschap in de laatste speelronde naast directe promotie naar de eredivisie. Toen ze daarna ook in de eerste ronde van de nacompetitie van Roda JC Kerkrade verloren werd, besloot de club tot actie over te gaan en trainer Mike Snoei op straat te zetten.
in het seizoen 2021/22 werd Reinier Robbemond aangesteld als nieuwe trainer van de Graafschap. In het begin van het seizoen ging dit heel goed. Echter zakte de Graafschap een paar maanden later uit een en werd Jan Vreman aangesteld als interim-trainer.

## Erelijst
| Competitie     | Aantal | Jaren            |
| -------------- | ------ | ---------------- |
| Eerste divisie | 3×     | 1991, 2007, 2010 |
| Tweede divisie | 1×     | 1969             |

## Clubcultuur

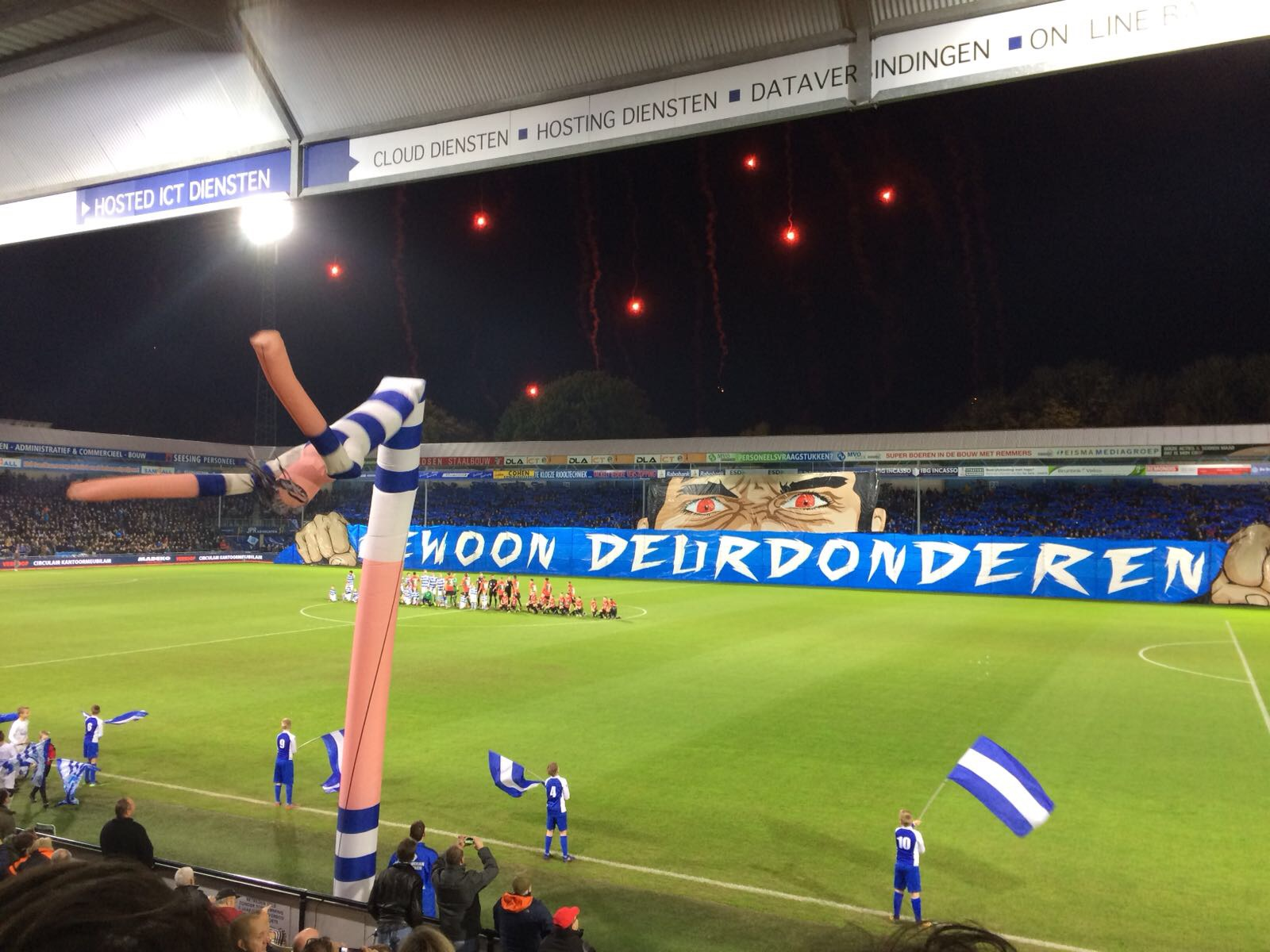
Sfeeractie van De Graafschap.

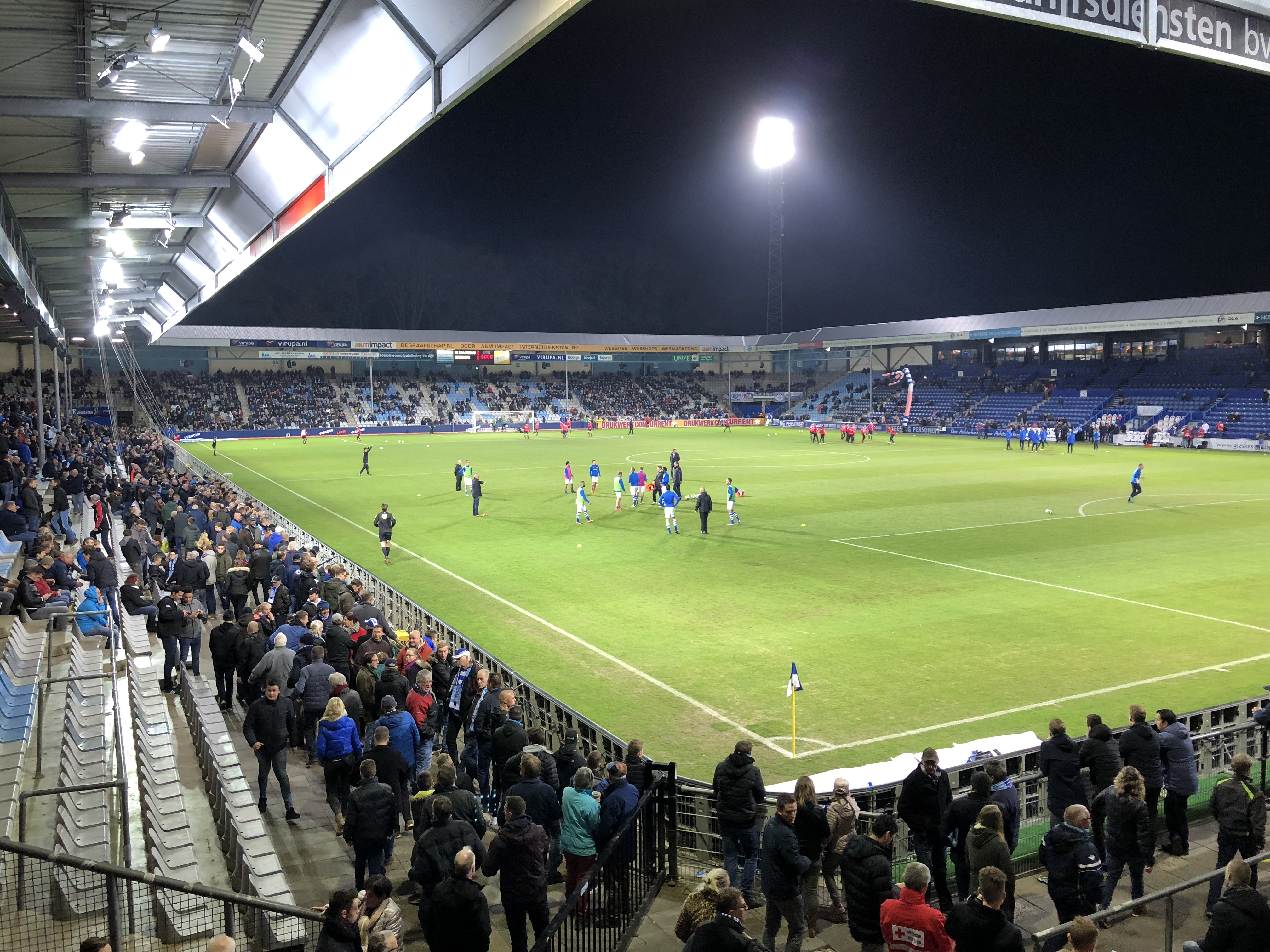
De Vijverberg op een wedstrijddag.

De Graafschap trekt supporters uit de wijde omgeving van Doetinchem. Het achterland van de club, de Achterhoek en een deel van de Liemers, staat bekend om het landelijk gebied en de agrarische cultuur. Een onbekende supporter op de tribune bedacht ergens in het midden van de jaren 90 de term Superboeren, die nu als geuzennaam gebruikt wordt. Voormalig Graafschapspeler Hans Kraay jr. was één de eerste die deze naam in de media gebruikte. Met de term Superboeren wordt niet alleen de spelersgroep, maar ook de aanhang van De Graafschap aangeduid.
Ook de Achterhoekse term: D'ran (spreek uit DR AN) is nauw met de clubcultuur van De Graafschap verweven. Het woord betekent vrij vertaald "Er tegenaan!" en de tekst wordt veelvuldig gebruikt. Aan de lange zijde van het veld is ter hoogte van de middenstip een tegel geplaatst met de tekst "D'ran" erop. Bij het betreden van het veld passeren alle spelers deze tegel. In het seizoen 2011/12 was er ook een shirtsponsoractie met deze naam. Supporters lieten voor een klein bedrag hun naam in het logo van d'ran op het wedstrijdshirt zetten om hun club financieel te steunen toen er geen shirtsponsor gevonden kon worden.
Een ander bekende Achterhoekse spreuk is: attamottamotta (spreek uit attamot tamotta). Het betekent vrij vertaald "Als dat moet, dan moet dat!". Het wordt vooral gezongen door supporters om het team te steunen bij tegenslag.

### Supportersverenigingen
De Graafschap kent diverse supportersverenigingen en -groeperingen. Supportersvereniging De Superboeren is de enige officiële. De bekendste groep was de Brigata Tifosi (BT03), een groep fanatieke supporters die zijn opgericht in 2003 en stopten in 2025. De BT heeft de afgelopen jaren naam gemaakt met vele grote sfeeracties in zowel thuis als uitwedstrijden. Andere groeperingen zijn Oldies DTC, Didam on Tour, Blue Brothers, SYL Winterswijk, Dran Neede, Groep Zelhem en de Stichting. Diverse supportersgroepen van De Graafschap onderhouden goede banden met supportersgroepen van MSV Duisburg en U.S. Palermo. Na het stoppen van de Brigata Tifosi verenigden de supportersverenigingen zich in één collectief: Anhangers De Graafschap. 

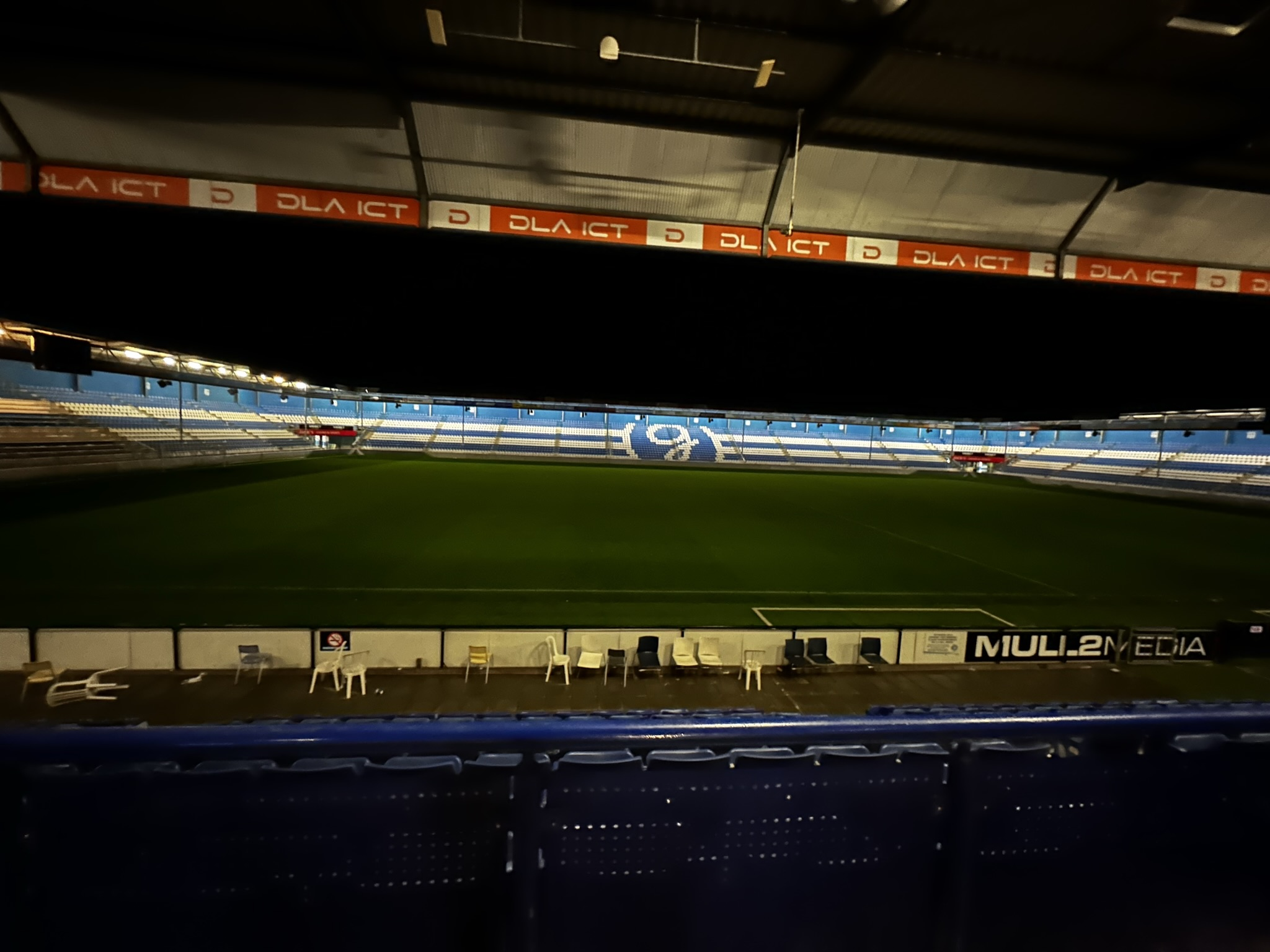
De vijverberg na een wedstrijd.

Bij De Graafschap is er een lange traditie van supporters die zich georganiseerd en luidruchtig uitspreken over de koers van de club, en de club erkent deze rol. Een belangrijk voorbeeld van de structurele invloed is de Anhangersraod. Deze raad is een overkoepelend orgaan dat de belangen van alle supporters vertegenwoordigt. Leden van de supportersvereniging zijn hier automatisch lid van. De Anhangersraod heeft onder andere het recht van advies en mag een kandidaat voordragen voor de Raad van Commissarissen (RvC) als vertegenwoordiger van de supporters. Deze formele inspraak is een duidelijk teken van de gewichtige rol die de aanhang heeft binnen de clubstructuur. Supportersgroepen als de Brigata Tifosi deinsden er niet voor terug om publiekelijk hun onvrede te uiten over voetbalsupporter-gerelateerde zaken zoals het behoud van pyro-acties, het stoppen van collectief straffen, het boycotten van jong-elftallen, meer vrijheden voor (uit)supporters tijdens wedstrijden en acties en protesten tegen de Koninklijke Nederlandse Voetbalbond. Deze tegendraadsheid tegen de KNVB is al terug te voeren naar 1954, het oprichtingsjaar van de club, waarin De Graafschap aansloot bij de Nederlandse Beroeps Voetbal Bond, de 'wilde bond'. Uiteindelijk werd er een akkoord bereikt tussen de bonden en werd betaald voetbal in Nederland mogelijk. 
Ook beslissingen van het eigen bestuur werden veelal met succes aangekaart. Enkele voorbeelden volgen hieronder.
- In het begin van dit millennium wilde Jacco Swart, toenmalig algemeen directeur van De Graafschap de club een moderner logo bezorgen en lange tijd zag het ernaar uit dat er ondanks de kenmerkende 'g' ook de kleur geel in zou zitten. Dit werd door de supporters niet geapprecieerd en er werd gekozen voor een meer gelijkender variant van het originele logo. De leden van de Vereniging Betaald Voetbal De Graafschap kozen na democratische verkiezingen in 2024 voor de terugkeer van het oude logo.
- In 2008 deed De Graafschap onderzoek naar het bouwen van een nieuw stadion op een nieuwe locatie en gaf de voorkeur aan het nieuwe industrieterrein dat gerealiseerd moest worden nabij Wehl. Echter, vanuit de supporters bestond hiertegen veel weerstand; een vertrek uit Doetinchem was voor velen onbespreekbaar. Uiteindelijk bleef men op De Vijverberg.
- In 2012 protesteerden supporters door in de nachtelijke uren voor het stadion een grasveld van 200 vierkante meter aan te leggen. Hiermee protesteerden ze tegen de mogelijke komst van kunstgras bij de Doetinchemse voetbalclub. "Ook al speelt heel Nederland op rubber, de Superboeren horen in de blubber", lieten de supporters op een spandoek weten.
- Ook hebben in 2012, toen De Graafschap in een bestuurlijke crisis zat en overhoop lag met haar eigen supporters, afgevaardigen van alle supportersgeledingen een zogenaamd Superboerenmanifest opgehangen bij de hoofdingang van Stadion De Vijverberg. In het Superboerenmanifest staan 11 kernwaarden die, wat de supporters betreft, de basis vormen van de club. Hierin staan de kernwaarden voor zaken zoals visie, beleid en voetbaltechnische beslissingen waar de club ten alle tijden aan moet voldoen. Iedere afgevaardige draaide er hoogstpersoonlijk zelf een schroef in. Een symbolisch gebaar om te benadrukken dat supporters altijd zullen samenwerken wanneer het om de kernwaarden van onze club gaat.
- Toen tegen het einde van het seizoen 2012-2013 bekend dat de naam van drie tribunes van stadion De Vijverberg gekoppeld konden worden aan een geïnteresseerd, betalend bedrijf reageerde de Brigata Tifosi met een statement: ‘We snappen heus dat er commercie bestaat, maar die houdt op waar de kernwaarden- en eigenschappen van je club beginnen. En tribunenamen horen daarbij. Traditie.' Uiteindelijk bleven de namen Roodbergen-, Groenendaal- en Vijverbergtribune gewoon bestaan.

### Spinnekop
De Graafschap staat bekend om de fanatieke supporters op de Spinnekop. Deze naam is afgeleid van het Engelse Spionkop, het gedeelte van het voetbalstadion waar de meeste fanatieke supportersgroep zit. De naam Spionkop is weer te herleiden naar de Slag bij Spionkop in de Tweede Boerenoorlog in Zuid-Afrika in 1900, waarin de Boeren flink in de minderheid waren maar uiteindelijk toch de overwinning wisten te boeken over het Britse leger op en rond de heuvel Spionkop in Natal. De Spinnekoptribune op De Vijverberg is gevuld met de harde kern van De Graafschap. Kenmerkend is dat het uitpubliek pal naast de harde kern van het thuispubliek is gesitueerd, wat voor extra beladen sfeer en soms confrontaties kan zorgen. Vakken 15 en 16 achter de goal zijn staantribunes. Vanaf deze kant wordt het meeste geluid geproduceerd. In het eerste decennium na de oprichting in 2003 stond de Brigata Tifosi ook op vak 15/16. Na een tijdelijke verhuizing naar Vak 31 had de Brigata Tifosi sinds het seizoen 2014/15 plaats genomen in Vak 22, dat hierdoor de facto ook een sta vak was geworden. In 2021 staan de BT weer op de traditionele fanatieke vakken van de Spinnekop.

### Toeschouwers
Wanneer De Graafschap in de Eredivisie speelt is het stadion goed gevuld en vaak uitverkocht. In de Keuken Kampioen Divisie is dit de afgelopen jaren wisselend. Verkocht De Graafschap in 2009 nog de meeste seizoenkaarten van de Eerste Divisie, tijdens de wedstrijd De Graafschap – Go Ahead Eagles in 2012 waren er slechts 5000 toeschouwers aanwezig. In het seizoen 2016/17 steeg het aantal vaste toeschouwers van De Graafschap in de Keuken Kampioen Divisie weer naar ruim 9000. In de daaropvolgende jaren, uitgezonderd de Covidtijd, wist het zelfs in de Eerste Divisie het hoge percentage toeschouwers te behouden tot vaak boven de 10.000 man.

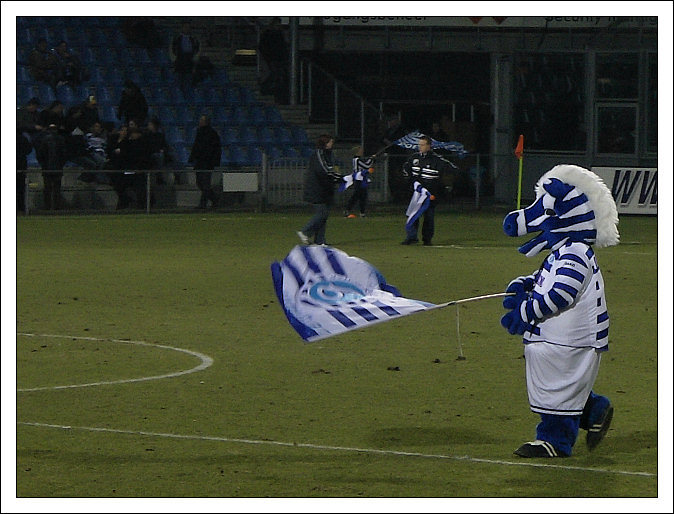
Mascotte Guus op het veld in De Vijverberg.

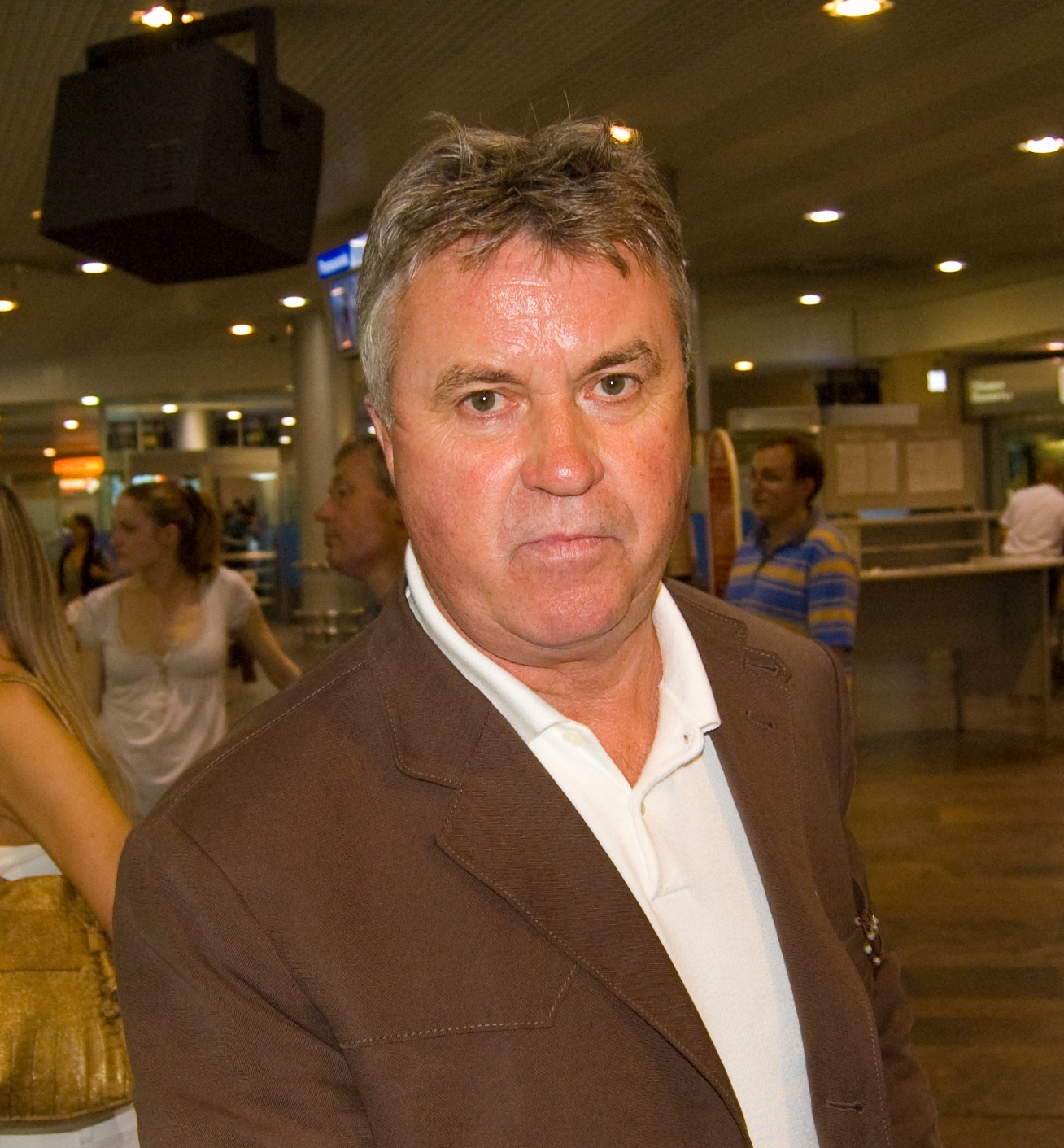
Clubicoon Guus Hiddink.

| 3611 |

| 2597 |

| 2208 |

| 5560 |

| 7163 |

| 4142 |

| 3137 |

| 4136 |

| 7102 |

| 8440 |

| 8100 |

| 7959 |

| 9223 |

| 10191 |

| 10891 |

| 10841 |

| 8742 |

| 11106 |

| 7548 |

| 8744 |

| 12129 |

| 12094 |

| 10491 |

| 11972 |

| 12038 |

| 7799 |

| 5771 |

| 4927 |

| 10840 |

| 8523 |

| 8387 |

| 12321 |

| 9564 |

| 8355 |

| 9578 |

| 10115 |

### Mascotte
De officiële mascotte van De Graafschap is zebra Guus. Deze is vernoemd naar Guus Hiddink. In 2018 groeide The Joker uit tot onofficiële mascotte nadat hij meermalen aanwezig was geweest bij sfeeracties van de supporters tijdens de play-offwedstrijden. Voorafgaand aan de eerste play-offwedstrijd tegen Telstar werd er een filmpje gepubliceerd op de site van supportersgroep BT03. Te zien is een auto die de parkeerplaats van de Vijverberg opdraait, in het einde van het filmpje wordt ingezoomd op het gezicht van de hoofdpersoon. Het blijkt The Joker, met een sjaal van De Graafschap om zijn nek, die een fakkel ontsteekt op het veld in het stadion. Vervolgens dook hij op tijdens de sfeeracties. Bij de beslissende thuiswedstrijd tegen Almere City stond The Joker zelfs aan de rand van het veld toen de spelers uit de catacomben kwamen. In de twintigjarige jubileumwedstrijd van de Brigata Tifosi maakte The Joker zijn terugkeer op De Vijverberg bij de opkomst van de spelers en zelfs in levenden lijve tijdens de wedstrijd, begeleid met pyro.

### Sponsors en kleding
Dit overzicht is mogelijk incompleet; u kunt helpen door het uit te breiden.
De traditionele clubkleuren van De Graafschap zijn blauw en wit. In het seizoen 2021/22 was AgriBioSource de hoofdsponsor, op het thuisshirt stond KIKA vermeld en op het uitshirt KWF, AgroBioSource stond verkleind bij het kleding logo gedrukt. In januari 2023 werd een nieuw sponsorschap van vier jaar afgesloten met het Rotterdamse bedrijf Robey.
| Periode   | Kledingsponsor | Shirtsponsor                                                                            | Bijz.        |
| --------- | -------------- | --------------------------------------------------------------------------------------- | ------------ |
| 1990-1991 | Robey          | Lupac                                                                                   |              |
| 1991-1997 | Hummel         | Hans Verkerk keukens                                                                    | [ 6 ]        |
| 1997-2000 | Umbro          | 1997/98: Hans Verkerk keukens 1998/99: Citroën Ruesink 1999/00: Centric IT-Solutions    |              |
| 2000-2003 | KWD            | Centric IT-Solutions                                                                    |              |
| 2003-2006 | Jako           | 2003/04: Centric IT-Solutions 2004/05: Schuurman Schoenen 2005/06: Centric IT-Solutions |              |
| 2006-2011 | KWD            | Davilex, Centric IT-Solutions                                                           |              |
| 2011-2014 | Nike           |                                                                                         | [ 7 ]        |
| 2014-2016 | Quick          |                                                                                         | [ 8 ]        |
| 2016-2019 | Nike           | –                                                                                       | [ 9 ] [ 10 ] |
| 2019-2023 | Hummel         | 2021/22: AgriBioSource 2022/23 Onverwachtehoek.nl                                       | [ 11 ]       |
| 2023-2027 | Robey          |                                                                                         |              |

### Clubiconen
Door de jaren heen heeft een aantal markante spelers en trainers zich ontwikkeld tot een clubicoon van De Graafschap. De meest bekende clubiconen zijn Henk Overgoor en Guus Hiddink, die in totaal 160 competitiewedstrijden speelde. Ook de trainers Piet de Visser, Simon Kistemaker, Fritz Korbach en Jurrie Koolhof, die ook als speler vele doelpunten voor De Graafschap maakte, zijn vier clubiconen uit de roemruchtige geschiedenis van De Graafschap. In februari 2016 werd Kistemaker benoemd tot erelid van De Graafschap.
Spelers die zich later tot clubicoon wisten te kronen zijn John Leeuwerik, Jan Vreman, Ron Olyslager, Eric Viscaal en Ted van de Pavert. Leeuwerik speelde zijn gehele loopbaan voor de club en heeft het record van hoogste aantal wedstrijden en meeste doelpunten voor De Graafschap achter zijn naam: in 423 wedstrijden maakte hij 113 doelpunten. Vreman speelde als verdediger zijn gehele carrière voor De Graafschap. In totaal speelde hij 375 competitiewedstrijden in 18 seizoenen, waarin hij elf keer een doelpunt maakte. Na zijn spelersloopbaan ging hij direct aan de slag als jeugdtrainer, daarna assistent- en hoofdcoach. Vreman draagt de bijnaam Mister De Graafschap en is benoemd tot erelid. Daarnaast is de Supporterskantine naar hem vernoemd. Viscaal was van onschatbare waarde in Doetinchem en was het uithangbord van de ploeg die in het seizoen 1996/97 de achtste plaats behaalde in de Eredivisie, de hoogste klassering in de clubgeschiedenis.

### Muziekrituelen bij thuiswedstrijden
Bij thuiswedstrijden van De Graafschap is er in de Supporterskantine Jan Vreman voor, in de rust van en na de wedstrijd vaak livemuziek te horen met een voor supporters feestelijke en herkenbare stijl, zoals de Boerenrock. In het stadion keren twee nummers altijd terug: de Opkomsttune en de Goaltune. Bij de opkomsttune spreekt het Achterhoekse icoon Bennie Jolink, zanger van Normaal, de opzwepende woorden D'ran meermalen door de speakers, waarna bij de opkomst van de spelers t Geet Hier Spoken van Jovink wordt gedraaid. Eerder werden ook Deurdonderen van Normaal en Played a Life van Safri Duo bij de opkomst gedraaid. Wanneer De Graafschap scoort, galmt het refrein van het nummer Parada de Tettas van de Vengaboys door het stadion.

### Rivaliteit
De aartsrivaal van De Graafschap was Vitesse uit Arnhem. De wedstrijden tussen deze clubs werd ook de Derby van het Oosten of de Kleine Gelderse derby genoemd. Het duel kon gezien worden als een strijd tussen stad en platteland. Het was in de publieke beleving een botsing tussen het sierlijke en elegante voetbal van Vitesse en de strijdlust en passie van De Graafschap. Daarnaast was het een botsing van de zelfbewuste uitstraling van de Gelderse hoofdstad tegen de Achterhoekse plattelandsmentaliteit. Uit de tenues van beide elftallen was dit ook min of meer af te leiden. De Graafschap speelt in het blauw en wit, de stadskleuren van Doetinchem. De Arnhemmers speelden sinds 1907 in het geel en zwart met als argument dat Vitesse zich bij de beste clubs van Gelderland mocht scharen en zij in de Gelderse hoofdstad gevestigd zijn, waardoor zij ook het recht zou hebben om de kleuren van Gelderland te mogen dragen. Sinds Vitesse in het grotere, moderne en multifunctionele GelreDome speelde zijn de verschillen in clubcultuur tussen de clubs vergroot. De Graafschap bleef in verhouding met de grote buren uit Arnhem klein, traditioneel en financieel armlastig. De Graafschapsupporters beschouwden Vitesse meer als rivaal beschouwen dan andersom, hoewel deze duels altijd beladen waren: twee fanatieke supportersgroepen staan tegenover elkaar en wedstrijden waarin aan beide kanten strijd geleverd wordt, zijn eerder regel dan uitzondering.
Hetzelfde geldt in mindere mate ook voor de andere Gelderse Derby tegen N.E.C. uit Nijmegen. De confrontaties tussen de beide supportersgroeperingen zorgen voor enigszins beladen wedstrijden. Behalve Vitesse en N.E.C. is Go Ahead Eagles een rivaal op sportief gebied. De wedstrijden tegen de Deventenaren worden ook als toppers in de Eerste Divisie bestempeld. De rivaliteit met Go Ahead Eagles bestaat al geruime tijd en komt mede doordat bij confrontaties vaak promotie of degradatie op het spel staat.

## Stadion

### De Vijverberg

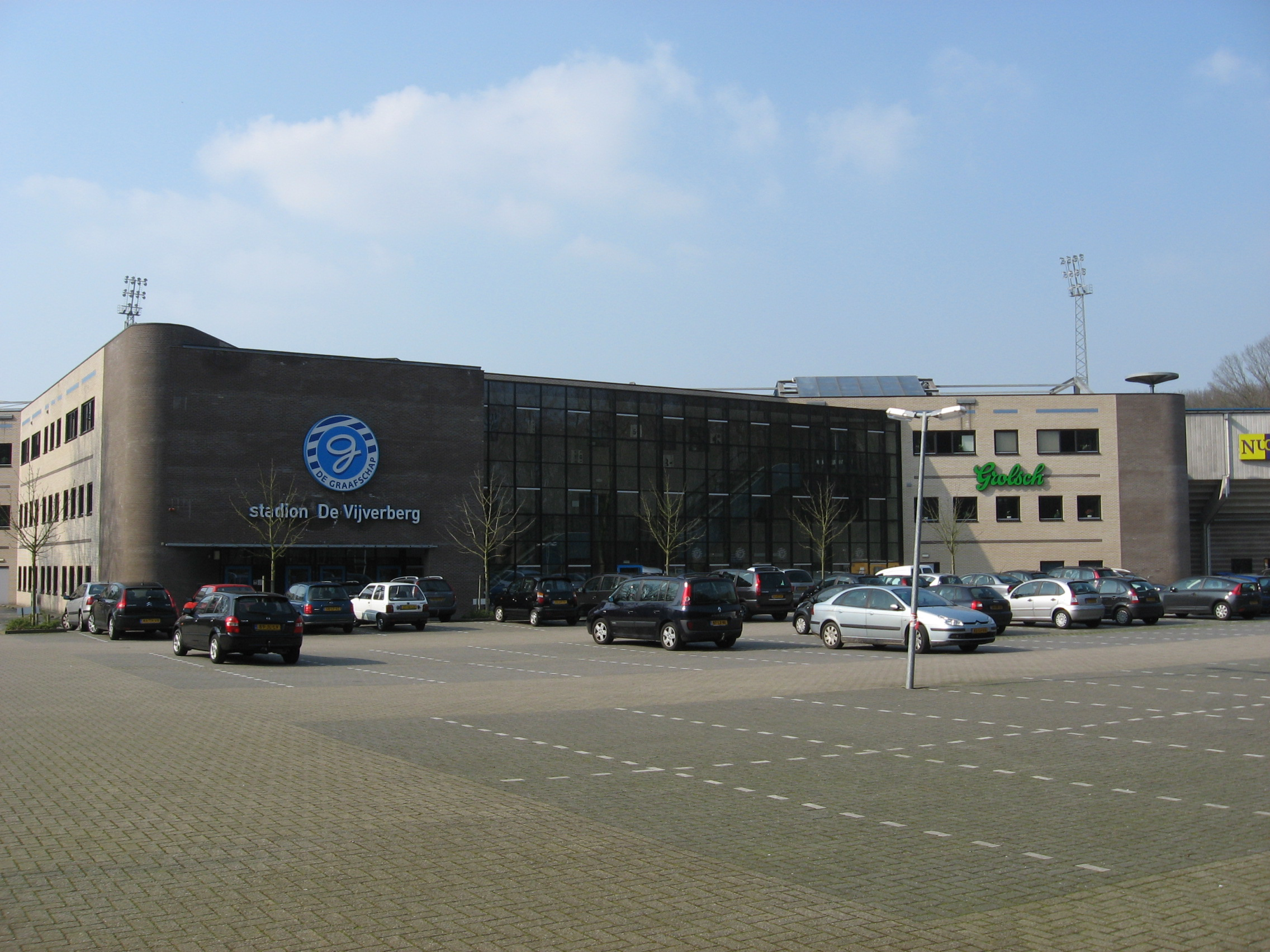
Stadion De Vijverberg.

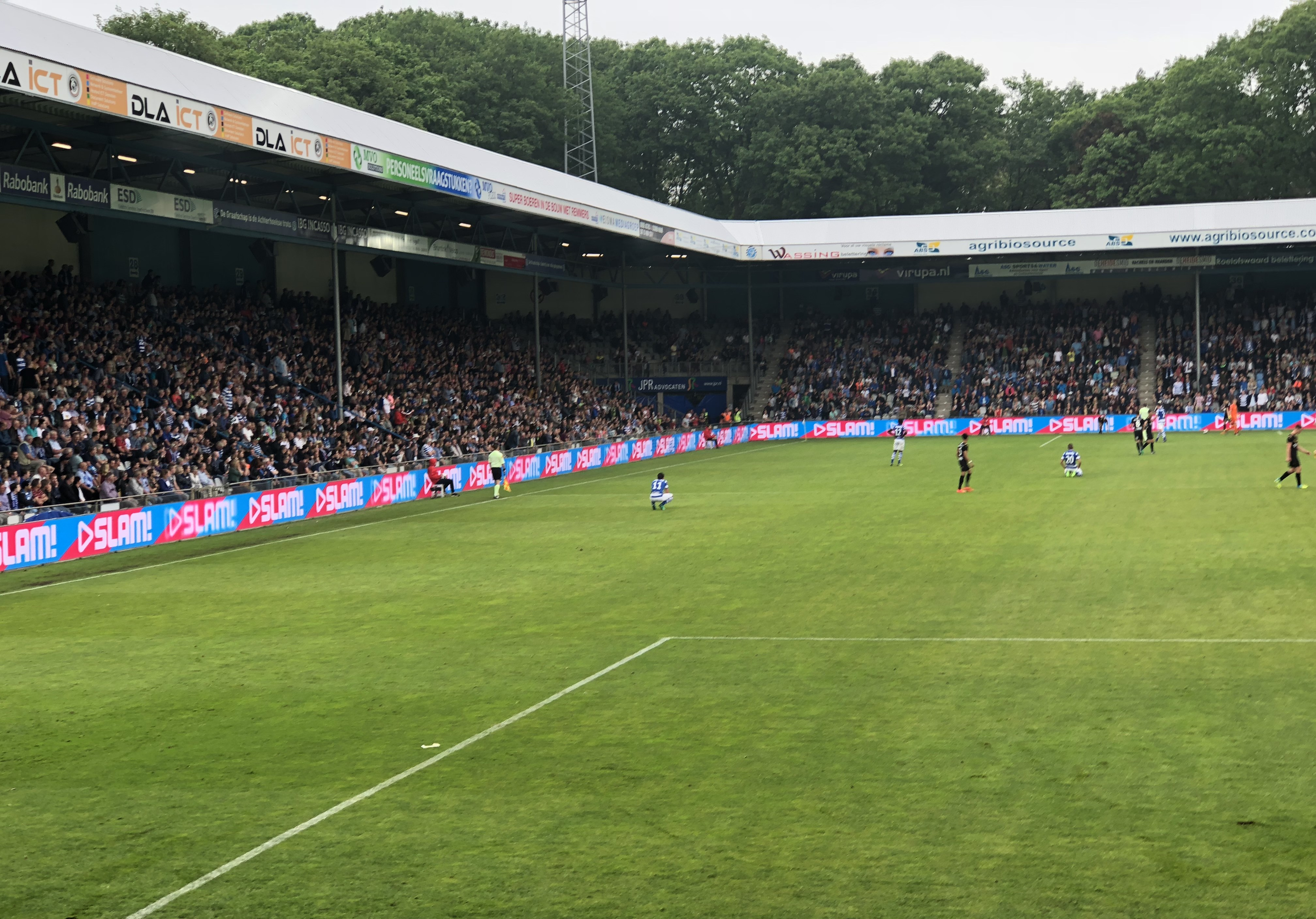
Het stadion tijdens een wedstrijd.

De thuiswedstrijden van De Graafschap worden gespeeld op stadion De Vijverberg. Het stadion biedt plaats aan 12.600 toeschouwers. Het stadion werd gebouwd in 1954. In het verleden heeft De Graafschap onderzoek laten doen naar de bouw van een nieuw stadion; dit onderzoek is in 2009 afgerond. De Vijverberg heeft momenteel onvoldoende capaciteit om de begroting verder op te schroeven om van De Graafschap een stabiele Eredivisieclub te maken. Ook is de huidige locatie infrastructureel gezien niet optimaal. Het budget zou met behulp van een nieuw stadion stijgen van zo'n 10 miljoen naar zeker 15 miljoen euro. Er waren vijf mogelijke locaties bekendgemaakt voor het nieuwe stadion. Het nieuwe stadion zou plaats moeten bieden aan ruim 28.000 man, met een typische Engelse uitstraling en een Achterhoekse sfeer. Eind februari 2012 werd bekendgemaakt dat de club zich definitief gaat richten op uitbreiding en modernisering van De Vijverberg, plannen voor een nieuw stadion zijn hiermee van de baan.
In 2016 werd De Vijverberg door het voetbaltijdschrift Voetbal International uitgeroepen tot mooiste stadion van Nederland.

## Trainingscomplex
Het eerste elftal van De Graafschap traint op het trainingscomplex van de Bezelhorst. De jeugd van De Graafschap traint en speelt evenals het eerste elftal wedstrijden op Sportcomplex de Bezelhorst. Guus Hiddink is de aanjager van de bouw van een gloednieuw trainingscomplex in Doetinchem dat in de toekomst moet verrijzen. Gefluisterd wordt dat het hypermoderne complex zijn naam zal krijgen.

## Organisatie
| Functie                 | Naam                    | Sinds                   |
| Raad van Commissarissen | Raad van Commissarissen | Raad van Commissarissen |
| ----------------------- | ----------------------- | ----------------------- |
| Voorzitter              | Mart de Kruif           | 2025                    |
| Commissarissen          | Mark Bollen             | 2025                    |
| Commissarissen          | Frank ten Brinke        |                         |
| Commissarissen          | Peter Eskes             | 2025                    |
| Commissarissen          | Ivo du Plessis          |                         |
| Commissarissen          | Haiko Vink              |                         |
| Directie                |                         |                         |
| Algemeen directeur      | Marco Bogers            | 2025                    |
| Technisch directeur     | Berry Powel             | 2024                    |
| Adviseur                | Guus Hiddink            |                         |

Laatste update: 19 augustus 2025

## Eerste elftal

### Selectie
| Nr.           | Naam                  | Nationaliteit | Contract | Vorige club        |
| ------------- | --------------------- | ------------- | -------- | ------------------ |
| Doelmannen    |                       |               |          |                    |
| 1             | Ties Wieggers         | Nederland     | 2027     | Eigen jeugd        |
| 12            | Sten Kremers          | Nederland     | 2026     | Jong Ajax          |
| 25            | Rick Jonkers          | Nederland     | ama      | Eigen jeugd        |
| Verdedigers   |                       |               |          |                    |
| 3             | Rowan Besselink       | Nederland     | 2026     | NAC Breda          |
| 4             | Othniël Raterink      | Nederland     | 2027     | Eigen jeugd        |
| 5             | Levi Schoppema        | Nederland     | 2027     | Eigen jeugd        |
| 14            | Joran Hardeman        | Nederland     | 2026     | Eigen jeugd        |
| 15            | Thomas Kok            | Nederland     | 2026     | Sportfreunde Lotte |
| 18            | Stijn Bultman         | Nederland     | huur     | Heracles Almelo    |
| 21            | Kaya Symons           | Nederland     | ama      | Eigen jeugd        |
| Middenvelders |                       |               |          |                    |
| 6             | Milan Smits           | België        | 2027     | Antwerp FC         |
| 8             | Teun Gijselhart       | Nederland     | 2028     | PEC Zwolle         |
| 10            | Reuven Niemeijer      | Nederland     | 2026     | RKC Waalwijk       |
| 24            | Jason Meerstadt       | Nederland     | 2027     | Quick Boys         |
| 38            | Denzel Eijken         | Nederland     | 2027     | Eigen jeugd        |
| Aanvallers    |                       |               |          |                    |
| 7             | Jevon Simons          | Nederland     | huur     | Zulte Waregem      |
| 9             | Dimitrios Theodoridis | Griekenland   | 2027     | AEK Athene B       |
| 11            | Ibrahim El Kadiri     | Marokko       | 2026     | FC Volendam        |
| 17            | Nathan Kaninda        | Frankrijk     | 2027     | Eigen jeugd        |
| 26            | Arjen van der Heide   | Nederland     | 2027     | Roda JC Kerkrade   |
| 33            | Mees Rijks            | Nederland     | huur     | Vålerenga IF       |

Laatste update: 16 augustus 2025

### Staf
| Naam                 | Nationaliteit | Functie           | Sinds | Contract | Vorige club         |
| -------------------- | ------------- | ----------------- | ----- | -------- | ------------------- |
| Technische Staf      |               |                   |       |          |                     |
| Marinus Dijkhuizen   | Nederland     | Hoofdtrainer      | 2025  | 2026     | Excelsior Rotterdam |
| Thomas Duivenvoorden | Nederland     | Assistent-trainer | 2025  | 2027     | Quick Boys          |
| Mathijs de Waard     | Nederland     | Assistent-trainer | 2023  |          |                     |
| Jordy Rondeel        | Nederland     | Keeperstrainer    | 2022  | 2029     | De Treffers         |

Laatste update: 20 augustus 2025

## Overige elftallen

### De Graafschap Voetbalacademie
Naast het eerste elftal kent De Graafschap ook een voetbalacademie, ondergebracht in de Stichting Talenten Academie Achterhoek. De jeugdopleiding heeft een belangrijke functie bij de doorstroom van nieuwe talenten. Bekende exponenten zijn onder anderen Siem de Jong, Luuk de Jong, Klaas-Jan Huntelaar en Ted van de Pavert. De academie kent 10 teams tussen O9 – O19 in de reguliere competitie.

### Jong De Graafschap
Jong De Graafschap, voorheen De Graafschap 2, is het tweede elftal van BV De Graafschap, met voornamelijk spelers die nog niet in aanmerking komen voor een plaats in de eerste selectie. Het team komt sinds 2008 uit in de beloftencompetitie. Jong De Graafschap heeft één keer de reservecompetitie gewonnen in 1999 en één keer KNVB Beker voor beloften in 2009. Doordat ze de KNVB Beker voor beloften wonnen mochten ze meedoen aan de KNVB beker, Hierin reikten ze tot de achtste finales. Na overwinningen op SC Cambuur en PEC Zwolle was eredivisionist NAC Breda na 120 minuten (verlenging) te sterk. Sinds het seizoen 2013/14 speelde Jong De Graafschap in de Beloften Eredivisie. Sinds de herstructurering van de Nederlandse voetbalpiramide (vanaf 2016/17) speelde Jong De Graafschap lang op het vierde niveau, eerst in de Derde Divisie en later in Divisie I in de parallel lopende Onder 21 competitie. De locatie van de thuiswedstrijden is Sportpark Zuid van eersteklasser DZC '68.

#### Eindklasseringen Jong De Graafschap
- 2017 13e
Derde divisie
- 2018 17e
Derde divisie

In elke staaf van de grafiek staat van boven naar beneden vermeld: 
- Eindnotering

Dit is de positie die de club heeft bereikt in de competitie, zonder eventuele beslissings-, play-off- of nacompetitiewedstrijden die nodig zijn geweest om bijvoorbeeld de kampioen van de competitie te bepalen.
Indien een * achter het getal staat is de notering een tussenstand en kan het zijn dat de notering niet overeenkomt met de uiteindelijke eindstand van de competitie.
Staat er een - dan is het seizoen nog bezig en is er geen definitieve uitslag bekend.
Staat er xx op de positie van de notering, dan heeft de club vroegtijdig de competitie verlaten. Dit kan onder andere komen door terugtrekking van het team, faillissement van de club of door een uitgedeelde straf van de KNVB. In veel gevallen staat elders in het artikel de reden vermeld.
Staat er een ? dan is het resultaat uit het verleden onbekend, en is alleen de competitie of het niveau bekend van dat seizoen.
In de seizoenen 2019/20 en 2020/21 werd wegens de coronacrisis het amateurvoetbal afgebroken. Daardoor kennen deze staven geen eindklassering (middels -- weergegeven).
- Competitieniveau en afdelingsletter of Officiële eindstand Eredivisie
  - Competitieniveau en afdelingsletter

Hierbij geeft het getal het niveau weer, dat ook terug te vinden is in de legenda. De letter is de afdelingsaanduiding en wordt gebruikt wanneer er meer afdelingen zijn op hetzelfde niveau. De afdelingsletter is altijd een hoofdletter en wordt meestal zonder nummer gebruikt.
Voorbeeld: 2F is niveau 2e klasse competitie F.
Het competitieniveau en nummer wordt niet vermeld wanneer er slechts één competitie van dit niveau was.
  - Officiële eindstand Eredivisie (getal staat tussen haakjes vermeld)

Sinds de introductie van play-offwedstrijden voor Europees voetbal na afloop van de reguliere competitie in 2005/06, is de KNVB verplicht een eindstand van de Eredivisie door te geven aan de UEFA aan de hand van deze play-offwedstrijden.
Bij deze eindstand staan clubs die zich hebben gekwalificeerd voor Europees voetbal hoger dan clubs die zich niet wisten te kwalificeren. Indien er geen verschil was tussen de eindnotering en de officiële eindstand, staat dit getal niet vermeld.

- Onderafdeling

Hier staat afgekort de naam van de onderafdeling indien de club in dat jaar in een onderafdeling uitkwam. Tevens staat deze afkorting in de legenda en wordt gelinkt naar het artikel over deze onderafdeling. Deze afkorting wordt alleen vermeld wanneer de club in het verleden in verschillende onderafdelingen heeft gespeeld. Deze vermelding is in de staaf altijd in kleine letters. Deze onderafdelingen zijn na het seizoen 1995/96 afgeschaft. Heeft de club in slechts één onderafdeling gespeeld, dan is dit alleen terug te vinden in de legenda.
Onder de staaf staat het jaartal vermeld waarin het seizoen is afgesloten. 15 verwijst naar het seizoen 2014/15 of eventueel het seizoen 1914/15.
Wanneer een staaf leeg is, zijn deze gegevens niet bekend. Het kan ook zijn dat de club dat seizoen niet heeft meegespeeld op het hogere amateurniveau, vroegtijdig de competitie heeft verlaten of uit de competitie is gezet.

In het seizoen 1944/45 was er wegens de Tweede Wereldoorlog geen regulier competitievoetbal.
- Derde divisie

## Overzichtslijsten
De Graafschap werd nog nooit landskampioen en won nog nooit de KNVB beker. De hoogste eindklassering in de Eredivisie was de achtste plaats in 1997. De Graafschap heeft een rijke geschiedenis in zowel de Eredivisie als de Eerste divisie. Bij de indeling van divisies kwam De Graafschap in de Eerste divisie terecht. Het degradeerde in de jaren zestig twee maal naar de Tweede divisie maar kwam weer terug. Na het debuut in de Eredivisie 1974 promoveerde en degradeerde de club zeven maal. In 1991, 2007 en 2010 werd de club kampioen in de Eerste divisie.

### Eindklasseringen
- 1955 4e
Eerste klasse (prof) D
- 1956 13e
Hoofdklasse (prof) B
- 1957 10e
Eerste divisie A
- 1958 4e
Eerste divisie A
- 1959 14e
Eerste divisie A
- 1960 17e
Eerste divisie B
- 1961 11e
Tweede divisie
- 1962 10e
Tweede divisie
- 1963 15e
Tweede divisie A
- 1964 5e
Tweede divisie B
- 1965 11e
Tweede divisie A
- 1966 2e
Tweede divisie A
- 1967 18e
Eerste divisie
- 1968 6e
Tweede divisie
- 1969 1e
Tweede divisie
- 1970 8e
Eerste divisie
- 1971 16e
Eerste divisie
- 1972 11e
Eerste divisie
- 1973 4e
Eerste divisie
- 1974 14e
Eredivisie
- 1975 13e
Eredivisie
- 1976 12e
Eredivisie
- 1977 18e
Eredivisie
- 1978 14e
Eerste divisie
- 1979 8e
Eerste divisie
- 1980 6e
Eerste divisie
- 1981 7e
Eerste divisie
- 1982 18e
Eredivisie
- 1983 14e
Eerste divisie
- 1984 6e
Eerste divisie
- 1985 3e
Eerste divisie
- 1986 9e
Eerste divisie
- 1987 10e
Eerste divisie
- 1988 4e
Eerste divisie
- 1989 9e
Eerste divisie
- 1990 7e
Eerste divisie
- 1991 1e
Eerste divisie
- 1992 17e
Eredivisie
- 1993 5e
Eerste divisie
- 1994 6e
Eerste divisie
- 1995 2e
Eerste divisie
- 1996 14e
Eredivisie
- 1997 8e
Eredivisie
- 1998 11e
Eredivisie
- 1999 13e
Eredivisie
- 2000 14e
Eredivisie
- 2001 15e
Eredivisie
- 2002 14e
Eredivisie
- 2003 18e
Eredivisie
- 2004 6e
Eerste divisie
- 2005 17e
Eredivisie
- 2006 5e
Eerste divisie
- 2007 1e
Eerste divisie
- 2008 16e
Eredivisie
- 2009 17e
Eredivisie
- 2010 1e
Eerste divisie
- 2011 14e
Eredivisie
- 2012 17e
Eredivisie
- 2013 8e
Eerste divisie
- 2014 7e
Eerste divisie
- 2015 6e
Eerste divisie
- 2016 17e
Eredivisie
- 2017 12e
Eerste divisie
- 2018 4e
Eerste divisie
- 2019 17e
Eredivisie
- 2020 2e
Eerste divisie
- 2021 3e
Eerste divisie
- 2022 9e
Eerste divisie
- 2023 10e
Eerste divisie
- 2024 6e
Eerste divisie
- 2025 6e
Eerste divisie

In elke staaf van de grafiek staat van boven naar beneden vermeld: 
- Eindnotering

Dit is de positie die de club heeft bereikt in de competitie, zonder eventuele beslissings-, play-off- of nacompetitiewedstrijden die nodig zijn geweest om bijvoorbeeld de kampioen van de competitie te bepalen.
Indien een * achter het getal staat is de notering een tussenstand en kan het zijn dat de notering niet overeenkomt met de uiteindelijke eindstand van de competitie.
Staat er een - dan is het seizoen nog bezig en is er geen definitieve uitslag bekend.
Staat er xx op de positie van de notering, dan heeft de club vroegtijdig de competitie verlaten. Dit kan onder andere komen door terugtrekking van het team, faillissement van de club of door een uitgedeelde straf van de KNVB. In veel gevallen staat elders in het artikel de reden vermeld.
Staat er een ? dan is het resultaat uit het verleden onbekend, en is alleen de competitie of het niveau bekend van dat seizoen.
In de seizoenen 2019/20 en 2020/21 werd wegens de coronacrisis het amateurvoetbal afgebroken. Daardoor kennen deze staven geen eindklassering (middels -- weergegeven).
- Competitieniveau en afdelingsletter of Officiële eindstand Eredivisie
  - Competitieniveau en afdelingsletter

Hierbij geeft het getal het niveau weer, dat ook terug te vinden is in de legenda. De letter is de afdelingsaanduiding en wordt gebruikt wanneer er meer afdelingen zijn op hetzelfde niveau. De afdelingsletter is altijd een hoofdletter en wordt meestal zonder nummer gebruikt.
Voorbeeld: 2F is niveau 2e klasse competitie F.
Het competitieniveau en nummer wordt niet vermeld wanneer er slechts één competitie van dit niveau was.
  - Officiële eindstand Eredivisie (getal staat tussen haakjes vermeld)

Sinds de introductie van play-offwedstrijden voor Europees voetbal na afloop van de reguliere competitie in 2005/06, is de KNVB verplicht een eindstand van de Eredivisie door te geven aan de UEFA aan de hand van deze play-offwedstrijden.
Bij deze eindstand staan clubs die zich hebben gekwalificeerd voor Europees voetbal hoger dan clubs die zich niet wisten te kwalificeren. Indien er geen verschil was tussen de eindnotering en de officiële eindstand, staat dit getal niet vermeld.

- Onderafdeling

Hier staat afgekort de naam van de onderafdeling indien de club in dat jaar in een onderafdeling uitkwam. Tevens staat deze afkorting in de legenda en wordt gelinkt naar het artikel over deze onderafdeling. Deze afkorting wordt alleen vermeld wanneer de club in het verleden in verschillende onderafdelingen heeft gespeeld. Deze vermelding is in de staaf altijd in kleine letters. Deze onderafdelingen zijn na het seizoen 1995/96 afgeschaft. Heeft de club in slechts één onderafdeling gespeeld, dan is dit alleen terug te vinden in de legenda.
Onder de staaf staat het jaartal vermeld waarin het seizoen is afgesloten. 15 verwijst naar het seizoen 2014/15 of eventueel het seizoen 1914/15.
Wanneer een staaf leeg is, zijn deze gegevens niet bekend. Het kan ook zijn dat de club dat seizoen niet heeft meegespeeld op het hogere amateurniveau, vroegtijdig de competitie heeft verlaten of uit de competitie is gezet.

In het seizoen 1944/45 was er wegens de Tweede Wereldoorlog geen regulier competitievoetbal.
- Eredivisie
- Hoofdklasse (prof)
- Eerste klasse (prof)
- Eerste divisie
- Tweede divisie

### Seizoensoverzichten
| Resultaten van De Graafschap sinds de toetreding tot het betaald voetbal in 1954 | Resultaten van De Graafschap sinds de toetreding tot het betaald voetbal in 1954 | Resultaten van De Graafschap sinds de toetreding tot het betaald voetbal in 1954 | Resultaten van De Graafschap sinds de toetreding tot het betaald voetbal in 1954 | Resultaten van De Graafschap sinds de toetreding tot het betaald voetbal in 1954 | Resultaten van De Graafschap sinds de toetreding tot het betaald voetbal in 1954 | Resultaten van De Graafschap sinds de toetreding tot het betaald voetbal in 1954 | Resultaten van De Graafschap sinds de toetreding tot het betaald voetbal in 1954 | Resultaten van De Graafschap sinds de toetreding tot het betaald voetbal in 1954 | Resultaten van De Graafschap sinds de toetreding tot het betaald voetbal in 1954 | Resultaten van De Graafschap sinds de toetreding tot het betaald voetbal in 1954 | Resultaten van De Graafschap sinds de toetreding tot het betaald voetbal in 1954 | Resultaten van De Graafschap sinds de toetreding tot het betaald voetbal in 1954                                                                            |
| Seizoen                                                                          | Competitie                                                                       | Competitie                                                                       | Competitie                                                                       | Competitie                                                                       | Competitie                                                                       | Competitie                                                                       | Competitie                                                                       | Competitie                                                                       | Competitie                                                                       | Kwalificatie                                                                     | KNVB beker                                                                       | Bijzonderheid |
| Seizoen                                                                          | Divisie                                                                          | GW                                                                               | W                                                                                | G                                                                                | V                                                                                | PNT                                                                              | DV                                                                               | DT                                                                               | POS                                                                              | Kwalificatie                                                                     | KNVB beker                                                                       | Bijzonderheid |
| -------------------------------------------------------------------------------- | -------------------------------------------------------------------------------- | -------------------------------------------------------------------------------- | -------------------------------------------------------------------------------- | -------------------------------------------------------------------------------- | -------------------------------------------------------------------------------- | -------------------------------------------------------------------------------- | -------------------------------------------------------------------------------- | -------------------------------------------------------------------------------- | -------------------------------------------------------------------------------- | -------------------------------------------------------------------------------- | -------------------------------------------------------------------------------- | --- |
| 1954/55                                                                          | NBVB                                                                             | 11                                                                               | 3                                                                                | 5                                                                                | 3                                                                                | 11                                                                               | 24                                                                               | 30                                                                               | 6e                                                                               | –                                                                                | Geen bekertoernooi                                                               | De Graafschap treedt toe tot het betaald voetbal De competitie werd na de fusie van de KNVB en de NBVB niet afgemaakt. Alle teams werden opnieuw ingedeeld. |
| 1954/55                                                                          | Eerste klasse D                                                                  | 26                                                                               | 13                                                                               | 4                                                                                | 9                                                                                | 30                                                                               | 48                                                                               | 35                                                                               | 4e                                                                               | Hoofdklasse                                                                      | Geen bekertoernooi                                                               | De Graafschap treedt toe tot het betaald voetbal De competitie werd na de fusie van de KNVB en de NBVB niet afgemaakt. Alle teams werden opnieuw ingedeeld. |
| 1955/56                                                                          | Hoofdklasse B                                                                    | 34                                                                               | 8                                                                                | 11                                                                               | 15                                                                               | 27                                                                               | 46                                                                               | 72                                                                               | 13e                                                                              | Eerste divisie                                                                   | Geen bekertoernooi                                                               | |
| 1956/57                                                                          | Eerste divisie A                                                                 | 30                                                                               | 8                                                                                | 11                                                                               | 11                                                                               | 27                                                                               | 44                                                                               | 55                                                                               | 10e                                                                              | –                                                                                | Tussenronde (Tussen ronde 2 en ronde 3)                                          | – |
| 1957/58                                                                          | Eerste divisie A                                                                 | 30                                                                               | 16                                                                               | 3                                                                                | 11                                                                               | 35                                                                               | 63                                                                               | 57                                                                               | 4e                                                                               | –                                                                                | 2e ronde                                                                         | – |
| 1958/59                                                                          | Eerste divisie A                                                                 | 30                                                                               | 7                                                                                | 7                                                                                | 16                                                                               | 21                                                                               | 42                                                                               | 65                                                                               | 14e                                                                              | –                                                                                | Geen deelname                                                                    | – |
| 1959/60                                                                          | Eerste divisie B                                                                 | 32                                                                               | 6                                                                                | 10                                                                               | 16                                                                               | 22                                                                               | 42                                                                               | 83                                                                               | 17e                                                                              | Nacompetitie                                                                     | Geen bekertoernooi                                                               | Degradatiewedstrijden tegen RCH en RBC |
| 1960/61                                                                          | Tweede divisie                                                                   | 34                                                                               | 11                                                                               | 9                                                                                | 14                                                                               | 31                                                                               | 58                                                                               | 61                                                                               | 11e                                                                              | –                                                                                | Groepsfase                                                                       | – |
| 1961/62                                                                          | Tweede divisie                                                                   | 28                                                                               | 10                                                                               | 6                                                                                | 12                                                                               | 26                                                                               | 33                                                                               | 39                                                                               | 10e                                                                              | –                                                                                | 1e ronde                                                                         | – |
| 1962/63                                                                          | Tweede divisie A                                                                 | 32                                                                               | 9                                                                                | 7                                                                                | 16                                                                               | 25                                                                               | 32                                                                               | 52                                                                               | 15e                                                                              | –                                                                                | 3e ronde                                                                         | – |
| 1963/64                                                                          | Tweede divisie B                                                                 | 30                                                                               | 14                                                                               | 6                                                                                | 10                                                                               | 34                                                                               | 52                                                                               | 44                                                                               | 5e                                                                               | –                                                                                | 1e ronde                                                                         | – |
| 1964/65                                                                          | Tweede divisie A                                                                 | 30                                                                               | 11                                                                               | 3                                                                                | 16                                                                               | 25                                                                               | 50                                                                               | 54                                                                               | 11e                                                                              | –                                                                                | 1e ronde                                                                         | – |
| 1965/66                                                                          | Tweede divisie A                                                                 | 28                                                                               | 19                                                                               | 5                                                                                | 4                                                                                | 43                                                                               | 74                                                                               | 22                                                                               | 2e                                                                               | Rechtstreekse promotie                                                           | 2e ronde                                                                         | – |
| 1966/67                                                                          | Eerste divisie                                                                   | 38                                                                               | 11                                                                               | 6                                                                                | 21                                                                               | 28                                                                               | 41                                                                               | 61                                                                               | 18e                                                                              | Rechtstreekse degradatie                                                         | Geen deelname                                                                    | – |
| 1967/68                                                                          | Tweede divisie                                                                   | 38                                                                               | 18                                                                               | 8                                                                                | 12                                                                               | 44                                                                               | 62                                                                               | 47                                                                               | 6e                                                                               | –                                                                                | Groepsfase                                                                       | – |
| 1968/69                                                                          | Tweede divisie                                                                   | 34                                                                               | 20                                                                               | 9                                                                                | 5                                                                                | 49                                                                               | 77                                                                               | 29                                                                               | 1e                                                                               | Rechtstreekse promotie                                                           | 1e ronde                                                                         | – |
| 1969/70                                                                          | Eerste divisie                                                                   | 34                                                                               | 12                                                                               | 8                                                                                | 14                                                                               | 32                                                                               | 49                                                                               | 51                                                                               | 8e                                                                               | –                                                                                | 3e ronde                                                                         | – |
| 1970/71                                                                          | Eerste divisie                                                                   | 30                                                                               | 7                                                                                | 8                                                                                | 15                                                                               | 22                                                                               | 28                                                                               | 42                                                                               | 16e                                                                              | –                                                                                | 1e ronde                                                                         | – |
| 1971/72                                                                          | Eerste divisie                                                                   | 40                                                                               | 13                                                                               | 12                                                                               | 15                                                                               | 38                                                                               | 49                                                                               | 48                                                                               | 11e                                                                              | –                                                                                | Geen deelname                                                                    | – |
| 1972/73                                                                          | Eerste divisie                                                                   | 38                                                                               | 15                                                                               | 17                                                                               | 6                                                                                | 47                                                                               | 52                                                                               | 34                                                                               | 4e                                                                               | Nacompetitie                                                                     | 1e ronde                                                                         | Promotiewedstrijden tegen PEC Zwolle (1–1 & 4–2), Volendam (1–0 & 1–2) en Wageningen (2–1 & 1–0)                                                            |
| 1973/74                                                                          | Eredivisie                                                                       | 34                                                                               | 8                                                                                | 10                                                                               | 16                                                                               | 26                                                                               | 43                                                                               | 75                                                                               | 14e                                                                              | –                                                                                | 2e ronde                                                                         | – |
| 1974/75                                                                          | Eredivisie                                                                       | 34                                                                               | 10                                                                               | 8                                                                                | 16                                                                               | 28                                                                               | 32                                                                               | 56                                                                               | 13e                                                                              | –                                                                                | 2e ronde                                                                         | – |
| 1975/76                                                                          | Eredivisie                                                                       | 34                                                                               | 7                                                                                | 14                                                                               | 13                                                                               | 28                                                                               | 41                                                                               | 69                                                                               | 12e                                                                              | –                                                                                | Kwartfinale                                                                      | – |
| 1976/77                                                                          | Eredivisie                                                                       | 34                                                                               | 6                                                                                | 10                                                                               | 18                                                                               | 22                                                                               | 29                                                                               | 56                                                                               | 18e                                                                              | Rechtstreekse degradatie                                                         | 3e ronde                                                                         | – |
| 1977/78                                                                          | Eerste divisie                                                                   | 36                                                                               | 11                                                                               | 7                                                                                | 18                                                                               | 29                                                                               | 48                                                                               | 61                                                                               | 14e                                                                              | –                                                                                | 1e ronde                                                                         | – |
| 1978/79                                                                          | Eerste divisie                                                                   | 36                                                                               | 15                                                                               | 11                                                                               | 10                                                                               | 41                                                                               | 60                                                                               | 47                                                                               | 8e                                                                               | –                                                                                | 3e ronde                                                                         | – |
| 1979/80                                                                          | Eerste divisie                                                                   | 36                                                                               | 18                                                                               | 6                                                                                | 12                                                                               | 42                                                                               | 43                                                                               | 31                                                                               | 6e                                                                               | Nacompetitie                                                                     | 2e ronde                                                                         | Promotiewedstrijden tegen SC Cambuur (3–2 & 0–0), FC Volendam (2–3 & 0–1) en FC Wageningen (4–1 & 1–2)                                                      |
| 1980/81                                                                          | Eerste divisie                                                                   | 36                                                                               | 15                                                                               | 11                                                                               | 10                                                                               | 41                                                                               | 55                                                                               | 43                                                                               | 7e                                                                               | Nacompetitie                                                                     | 1e ronde                                                                         | Promotiewedstrijden tegen FC Den Bosch '67 (2–0 & 1–1), DS '79 (2–1 & 3–2) en sc Heerenveen (0–0 & 0–1)                                                     |
| 1981/82                                                                          | Eredivisie                                                                       | 34                                                                               | 3                                                                                | 6                                                                                | 25                                                                               | 12                                                                               | 29                                                                               | 95                                                                               | 18e                                                                              | Rechtstreekse degradatie                                                         | 2e ronde                                                                         | – |
| 1982/83                                                                          | Eerste divisie                                                                   | 30                                                                               | 8                                                                                | 5                                                                                | 17                                                                               | 21                                                                               | 37                                                                               | 56                                                                               | 14e                                                                              | –                                                                                | 3e ronde                                                                         | – |
| 1983/84                                                                          | Eerste divisie                                                                   | 32                                                                               | 13                                                                               | 10                                                                               | 9                                                                                | 36                                                                               | 55                                                                               | 47                                                                               | 6e                                                                               | Nacompetitie                                                                     | 3e ronde                                                                         | Promotiewedstrijden tegen NAC (1–1 & 1–1), N.E.C. (4–4 & 0–2) en FC VVV (0–0 & 0–4)                                                                         |
| 1984/85                                                                          | Eerste divisie                                                                   | 34                                                                               | 16                                                                               | 13                                                                               | 5                                                                                | 45                                                                               | 60                                                                               | 35                                                                               | 3e                                                                               | Nacompetitie                                                                     | 2e ronde                                                                         | Promotiewedstrijden tegen FC Den Haag (0–1 & 1–0), N.E.C. (0–0 & 0–0) en RKC (4–0 & 3–1)                                                                    |
| 1985/86                                                                          | Eerste divisie                                                                   | 36                                                                               | 10                                                                               | 13                                                                               | 13                                                                               | 33                                                                               | 57                                                                               | 62                                                                               | 9e                                                                               | –                                                                                | 3e ronde                                                                         | – |
| 1986/87                                                                          | Eerste divisie                                                                   | 36                                                                               | 12                                                                               | 14                                                                               | 10                                                                               | 38                                                                               | 53                                                                               | 48                                                                               | 10e                                                                              | –                                                                                | 3e ronde                                                                         | – |
| 1987/88                                                                          | Eerste divisie                                                                   | 36                                                                               | 16                                                                               | 12                                                                               | 8                                                                                | 44                                                                               | 58                                                                               | 42                                                                               | 4e                                                                               | Nacompetitie                                                                     | 2e ronde                                                                         | Promotiewedstrijden tegen MVV (1–3 & 1–2), RBC (1–2 & 1–1) en Vitesse (1–1 & 3–1)                                                                           |
| 1988/89                                                                          | Eerste divisie                                                                   | 36                                                                               | 14                                                                               | 8                                                                                | 14                                                                               | 36                                                                               | 48                                                                               | 53                                                                               | 9e                                                                               | –                                                                                | 1e ronde                                                                         | – |
| 1989/90                                                                          | Eerste divisie                                                                   | 36                                                                               | 13                                                                               | 12                                                                               | 11                                                                               | 38                                                                               | 52                                                                               | 47                                                                               | 7e                                                                               | –                                                                                | Tussenronde (Tussen 1e ronde en 2e ronde)                                        | – |
| 1990/91                                                                          | Eerste divisie                                                                   | 38                                                                               | 25                                                                               | 11                                                                               | 2                                                                                | 61                                                                               | 84                                                                               | 34                                                                               | 1e                                                                               | Rechtstreekse promotie                                                           | 3e ronde                                                                         | – |
| 1991/92                                                                          | Eredivisie                                                                       | 34                                                                               | 6                                                                                | 9                                                                                | 19                                                                               | 21                                                                               | 29                                                                               | 59                                                                               | 17e                                                                              | Rechtstreekse degradatie                                                         | 2e ronde                                                                         | – |
| 1992/93                                                                          | Eerste divisie                                                                   | 34                                                                               | 17                                                                               | 8                                                                                | 9                                                                                | 42                                                                               | 58                                                                               | 50                                                                               | 5e                                                                               | Nacompetitie                                                                     | 3e ronde                                                                         | Promotiewedstrijden tegen FC Den Bosch (1–0 & 1–4) en NAC (0–4 & 1–2)                                                                                       |
| 1993/94                                                                          | Eerste divisie                                                                   | 34                                                                               | 13                                                                               | 12                                                                               | 9                                                                                | 38                                                                               | 45                                                                               | 37                                                                               | 6e                                                                               | Nacompetitie                                                                     | Achtste finale                                                                   | Promotiewedstrijden tegen SC Heracles '74 (3–4 & 2–1), N.E.C. (3–4 & 0–4) en VVV (1–2 & 1–2)                                                                |
| 1994/95                                                                          | Eerste divisie                                                                   | 34                                                                               | 21                                                                               | 8                                                                                | 5                                                                                | 50                                                                               | 70                                                                               | 45                                                                               | 2e                                                                               | Nacompetitie                                                                     | 2e ronde                                                                         | Promotiewedstrijden tegen FC Den Haag (3–1 & 0–1), SC Heracles '74 (2–1 & 4–0) en MVV (6–3 & 2–2)                                                           |
| 1995/96                                                                          | Eredivisie                                                                       | 34                                                                               | 6                                                                                | 11                                                                               | 17                                                                               | 29                                                                               | 37                                                                               | 66                                                                               | 14e                                                                              | –                                                                                | Achtste finale                                                                   | – |
| 1996/97                                                                          | Eredivisie                                                                       | 34                                                                               | 13                                                                               | 6                                                                                | 15                                                                               | 45                                                                               | 52                                                                               | 55                                                                               | 8e                                                                               | –                                                                                | Achtste finale                                                                   | – |
| 1997/98                                                                          | Eredivisie                                                                       | 34                                                                               | 11                                                                               | 9                                                                                | 14                                                                               | 42                                                                               | 45                                                                               | 49                                                                               | 11e                                                                              | –                                                                                | 2e ronde                                                                         | – |
| 1998/99                                                                          | Eredivisie                                                                       | 34                                                                               | 8                                                                                | 12                                                                               | 14                                                                               | 36                                                                               | 40                                                                               | 57                                                                               | 13e                                                                              | –                                                                                | 2e ronde                                                                         | – |
| 1999/00                                                                          | Eredivisie                                                                       | 34                                                                               | 8                                                                                | 9                                                                                | 17                                                                               | 33                                                                               | 41                                                                               | 60                                                                               | 14e                                                                              | –                                                                                | 2e ronde                                                                         | – |
| 2000/01                                                                          | Eredivisie                                                                       | 34                                                                               | 9                                                                                | 4                                                                                | 21                                                                               | 31                                                                               | 44                                                                               | 66                                                                               | 15e                                                                              | –                                                                                | 2e ronde                                                                         | – |
| 2001/02                                                                          | Eredivisie                                                                       | 34                                                                               | 10                                                                               | 7                                                                                | 17                                                                               | 37                                                                               | 43                                                                               | 55                                                                               | 14e                                                                              | –                                                                                | 3e ronde                                                                         | – |
| 2002/03                                                                          | Eredivisie                                                                       | 34                                                                               | 6                                                                                | 5                                                                                | 23                                                                               | 23                                                                               | 35                                                                               | 84                                                                               | 18e                                                                              | –                                                                                | Achtste finale                                                                   | – |
| 2003/04                                                                          | Eerste divisie                                                                   | 36                                                                               | 18                                                                               | 10                                                                               | 8                                                                                | 64                                                                               | 63                                                                               | 43                                                                               | 6e                                                                               | Nacompetitie                                                                     | 2e ronde                                                                         | Promotiewedstrijden tegen Excelsior (0–0 & 3–2), Heracles Almelo (2–0 & 0–2) en FC Volendam (4–0 & 1–0)                                                     |
| 2004/05                                                                          | Eredivisie                                                                       | 34                                                                               | 4                                                                                | 7                                                                                | 23                                                                               | 19                                                                               | 32                                                                               | 78                                                                               | 17e                                                                              | Nacompetitie                                                                     | 2e ronde                                                                         | Degradatiewedstrijden tegen Helmond Sport (2–2 & 1–1), Sparta Rotterdam (1–3 & 0–1) en FC Zwolle (3–2 & 4–1)                                                |
| 2005/06                                                                          | Eerste divisie                                                                   | 38                                                                               | 17                                                                               | 11                                                                               | 10                                                                               | 62                                                                               | 63                                                                               | 51                                                                               | 5e                                                                               | Nacompetitie                                                                     | 1e ronde                                                                         | – |
| 2006/07                                                                          | Eerste divisie                                                                   | 38                                                                               | 25                                                                               | 8                                                                                | 5                                                                                | 83                                                                               | 87                                                                               | 41                                                                               | 1e                                                                               | Rechtstreekse promotie                                                           | Achtste finale                                                                   | – |
| 2007/08                                                                          | Eredivisie                                                                       | 34                                                                               | 7                                                                                | 9                                                                                | 18                                                                               | 30                                                                               | 33                                                                               | 64                                                                               | 16e                                                                              | Nacompetitie                                                                     | 3e ronde                                                                         | Degradatiewedstrijden tegen Helmond Sport (3–2 & 3–1) en FC Zwolle (3–1 & 0–0)                                                                              |
| 2008/09                                                                          | Eredivisie                                                                       | 34                                                                               | 7                                                                                | 9                                                                                | 18                                                                               | 30                                                                               | 24                                                                               | 58                                                                               | 17e                                                                              | Nacompetitie                                                                     | Kwartfinale                                                                      | Degradatiewedstrijden tegen MVV (3–2 & 2–2) en RKC Waalwijk (0–2 & 2–1)                                                                                     |
| 2009/10                                                                          | Eerste divisie                                                                   | 36                                                                               | 25                                                                               | 6                                                                                | 5                                                                                | 81                                                                               | 85                                                                               | 34                                                                               | 1e                                                                               | Rechtstreekse promotie                                                           | 2e ronde                                                                         | – |
| 2010/11                                                                          | Eredivisie                                                                       | 34                                                                               | 9                                                                                | 11                                                                               | 14                                                                               | 38                                                                               | 31                                                                               | 56                                                                               | 14e                                                                              | –                                                                                | 3e ronde                                                                         | – |
| 2011/12                                                                          | Eredivisie                                                                       | 34                                                                               | 6                                                                                | 6                                                                                | 22                                                                               | 24                                                                               | 36                                                                               | 74                                                                               | 17e                                                                              | Nacompetitie                                                                     | Achtste finale                                                                   | Degradatiewedstrijden tegen FC Den Bosch (0–0 & 1–1) |
| 2012/13                                                                          | Eerste divisie                                                                   | 30                                                                               | 12                                                                               | 9                                                                                | 9                                                                                | 45                                                                               | 57                                                                               | 41                                                                               | 8e                                                                               | Nacompetitie                                                                     | 3e ronde                                                                         | Promotiewedstrijden tegen Fortuna Sittard (2–1 & 3–1) en Roda JC Kerkrade (1–1 & 1–6)                                                                       |
| 2013/14                                                                          | Eerste divisie                                                                   | 38                                                                               | 16                                                                               | 10                                                                               | 12                                                                               | 58                                                                               | 67                                                                               | 48                                                                               | 7e                                                                               | Nacompetitie                                                                     | 2e ronde                                                                         | Promotiewedstrijden tegen Fortuna Sittard (4–1 & 3–1) en RKC Waalwijk (0–1 & 1–1)                                                                           |
| 2014/15                                                                          | Eerste divisie                                                                   | 38                                                                               | 18                                                                               | 7                                                                                | 13                                                                               | 61                                                                               | 73                                                                               | 49                                                                               | 6e                                                                               | Nacompetitie                                                                     | Achtste finale                                                                   | Promotiewedstrijden tegen Almere City FC (1–1 & 2–1), Go Ahead Eagles (1–0 & 1–0) en FC Volendam (0–0 & 1–0)                                                |
| 2015/16                                                                          | Eredivisie                                                                       | 34                                                                               | 5                                                                                | 8                                                                                | 21                                                                               | 23                                                                               | 39                                                                               | 66                                                                               | 17e                                                                              | Nacompetitie                                                                     | 2e ronde                                                                         | Degradatiewedstrijden tegen MVV Maastricht (1–0 & 2–1) en Go Ahead Eagles (1–4 & 1–1)                                                                       |
| 2016/17                                                                          | Eerste divisie                                                                   | 38                                                                               | 15                                                                               | 5                                                                                | 18                                                                               | 50                                                                               | 70                                                                               | 63                                                                               | 12e                                                                              | –                                                                                | 1e ronde                                                                         | – |
| 2017/18                                                                          | Eerste divisie                                                                   | 38                                                                               | 18                                                                               | 11                                                                               | 9                                                                                | 65                                                                               | 78                                                                               | 47                                                                               | 4e                                                                               | Nacompetitie                                                                     | 1e ronde                                                                         | Promotiewedstrijden tegen Telstar (3–2 & 4–2) en Almere City FC (1–1 & 2–1)                                                                                 |
| 2018/19                                                                          | Eredivisie                                                                       | 34                                                                               | 8                                                                                | 5                                                                                | 21                                                                               | 29                                                                               | 38                                                                               | 75                                                                               | 17e                                                                              | Nacompetitie                                                                     | 2e ronde                                                                         | Degradatiewedstrijden tegen SC Cambuur (1–1 & 2–0) en Sparta Rotterdam (1–2 & 0–2)                                                                          |
| 2019/20                                                                          | Eerste divisie                                                                   | 29                                                                               | 17                                                                               | 11                                                                               | 1                                                                                | 62                                                                               | 63                                                                               | 28                                                                               | 2e                                                                               |                                                                                  | 1e ronde                                                                         | Door de coronacrisis is competitie niet afgemaakt. De tussenstand na 29 speelrondes werd de eindstand                                                       |
| 2020/21                                                                          | Eerste divisie                                                                   | 38                                                                               | 23                                                                               | 8                                                                                | 7                                                                                | 77                                                                               | 67                                                                               | 47                                                                               | 3e                                                                               | Nacompetitie                                                                     | 2e ronde                                                                         | Promotiewedstrijd tegen Roda JC Kerkrade (2–3) |
| 2021/22                                                                          | Eerste divisie                                                                   | 38                                                                               | 15                                                                               | 11                                                                               | 12                                                                               | 56                                                                               | 52                                                                               | 43                                                                               | 9e                                                                               | Nacompetitie                                                                     | 1e ronde                                                                         | Promotiewedstrijden tegen FC Eindhoven (1–1 & 1–3) |
| 2022/23                                                                          | Eerste divisie                                                                   | 38                                                                               | 15                                                                               | 7                                                                                | 16                                                                               | 52                                                                               | 64                                                                               | 54                                                                               | 10e                                                                              |                                                                                  | Kwartfinale                                                                      | – |
| 2023/24                                                                          | Eerste divisie                                                                   | 38                                                                               | 19                                                                               | 6                                                                                | 13                                                                               | 63                                                                               | 61                                                                               | 52                                                                               | 6e                                                                               | Nacompetitie                                                                     | 2e ronde                                                                         | Promotiewedstrijden tegen ADO Den Haag (2–3 & 2–2) |

### Topscorers
- 1954/55:  Gerrit Kluin (7)
- 000000 :  Charley van de Weerd (12)
- 1955/56:  Gerrit Selderhuis (15)
- 1956/57:  Epi Jansen (10)
- 1957/58:  Ben Sluiter (16)
- 1958/59:  Wim van de Schuur (12)
- 1959/60:  Ben de Ridder (8)
- 1960/61:  Theo Huls (10)
- 1961/62:  Hennie Oonk (7)
0000000  Wim van der Schuur (7)
- 1962/63:  Jan Roes (7)
- 1963/64:  Joop Hartjes (25)
- 1964/65:  Jan Roes (13)
0000000  Joop Hartjes (13)
- 1965/66:  Joop Hartjes (23)
- 1966/67:  Henk Overgoor (10)
- 1967/68:  Franz Möllers (19)
- 1968/69:  Guus Hiddink (21)
- 1969/70:  Guus Hiddink (14)
- 1970/71:  Sietze Veen (8)
- 1971/72:  Guus Hoevenberg (14)
- 1972/73:  Gerrie Deijkers (10)
- 1973/74:  Oeki Hoekema (11)
- 1974/75:  Sietze Veen (8)
- 1975/76:  Gerdo Hazelhekke (16)
- 1976/77:  Gerdo Hazelhekke (9)
- 1977/78:  Hans Polko (11)
- 1978/79:  Hans Polko (13)
- 1979/80:  Jaap Jacobs (17)
- 1980/81:  Boudewijn de Geer (10)
- 1981/82:  Joh van Zoest (5)
- 1982/83:  Loek Bijl (9)
- 1983/84:  John Leeuwerik (13)
- 1984/85:  Foeke Booij (19)
- 1985/86:  Robert Brace (11)
- 1986/87:  John Leeuwerik (19)
- 1987/88:  Jeroen Boere (20)
- 1988/89:  Jeroen Boere (9)
- 1989/90:  John Leeuwerik (18)
- 1990/91:  Peter Hofstede (31)
- 1991/92:  Jurrie Koolhof (9)
- 1992/93:  Louis van Schijndel (11)
- 1993/94:  René van den Brink (14)
- 1994/95:  René van den Brink (24)
- 1995/96:  Eric Viscaal (9)
- 1996/97:  Eric Viscaal (9)
- 1997/98:  Eric Viscaal (16)
- 1998/99:  Eric Viscaal (10)
- 1999/00:  Eric Viscaal (10)
- 2000/01:  Marino Promes (8)
- 2001/02:  Martijn Meerdink (10)
- 2002/03:  Hans van de Haar (11)
- 2003/04:  Jhon van Beukering (11)
- 2004/05:  Jhon van Beukering (9)
- 2005/06:  Donny de Groot (13)
- 2006/07:  Berry Powel (29)
- 2007/08:  Donny de Groot (8)
- 2008/09:  Jason Oost (5)
0000000  Ben Sahar (5)
- 2009/10:  Hugo Bargas (16)
- 2010/11:  Rydell Poepon (12)
- 2011/12:  Michael de Leeuw (10)
- 2012/13:  Anco Jansen (21)
- 2013/14:  Piotr Parzyszek (16)
- 2014/15:  Jerry van Ewijk (18)
0000000  Vincent Vermeij (18)
- 2015/16:  Vincent Vermeij (9)
- 2016/17:  Piotr Parzyszek (25)
- 2017/18:  Daryl van Mieghem (16)
- 2018/19:  Fabian Serrarens (7)
- 2019/20:  Ralf Seuntjens (16)
- 2020/21:  Ralf Seuntjens (14)
- 2021/22:  Joey Konings (7)
- 2022/23:  Camiel Neghli (11)
- 2023/24:  Başar Önal (9)
- 2024/25:  Tristan van Gilst (11)

## Bekende (oud-)Superboeren

### Voorzitters
- 1954–1956: Johan Roodbergen
- 1956–1963: mr. Cees Pet
- 1963–1968: Harry Heilbron
- 1968–1971: drs. J.J.F. (Jan) Tromp
- 1971–1974: J.W.A.M. (Walther) Fackeldey
- 1974–1975: J.G. (Jan) Schouten
- 1975–1982: Jan Jansen Venneboer
- 1982–1985: J.W.A.M. (Walther) Fackeldey
- 1985–1989: Jan Gijsbertse
- 1989–1994: Anton van Kooten
- 1994–2000: Hylke Enzerink
- 2000–2004: dr. Derk Haank
- 0000 2004: Ap Ruesink (ad interim)
- 2004–2010: Sietze Veen
- 2010–2012: Clémence Ross-van Dorp
- 2012–2015: Henk Zweers
- 2015–2023: Martin Mos
- 2023–heden: Theo Hek

### Trainers
- 1954–1954:  Leendert Marinus IJssennagger
- 1954–1955:  Julius Huber
- 1955–1959:  Jan Poulus
- 1959–1960:  Wim Engel
- 1960–1962:  Eric Norman Jones
- 1962–1967:  Evert Teunissen
- 1967–1970:  Ad Zonderland
- 1971–1971:  Bert van Lingen (a.i.)
- 1971–1974:  Piet de Visser
- 1974–1976:  Evert Teunissen
- 1976–1977:  Ben Polak (a.i.)
- 1977–1977:  Hans Dorjee
- 1977–1978:  Henk Ellens
- 1978–1980:  Pim van de Meent
- 1980–1983:  Huib Ruijgrok
- 1983–1985:  Sándor Popovics
- 1985–1987:  Henk van Brussel
- 1987–1989:  Pim Verbeek
- 1989–1989:  Arie Stehouwer
- 1989–1989:  Ben Zweers
- 1989–1993:  Simon Kistemaker
- 1993–1994:  Jan Versleijen
- 1994–1995:  Frans Körver
- 1995–0000:  Hans van Doorneveld (a.i.)
- 1995–1998:  Fritz Korbach
- 0000–1999:  Frans Thijssen (a.i.)
- 1999–0000:  Massimo Morales
- 0000–2000:  Rob McDonald
- 0000–2000:  Jurrie Koolhof (a.i.)
- 0000–2001:  Gerard Marsman
- 2001–2002:  Jurrie Koolhof
- 2002–2003:  Peter Bosz
- 2003–2004:  Frans Adelaar
- 2004–2005:  Gert Kruys
- 2005–2008:  Jan de Jonge
- 2008–2009:  Henk van Stee
- 2009–2011:  Darije Kalezić
- 2011–2012:  Andries Ulderink
- 2012–2012:  Richard Roelofsen (a.i.)
- 2012–2013:  Pieter Huistra
- 2013–2013:  Jimmy Calderwood
- 2013–2016:  Jan Vreman
- 2017–2019:  Henk de Jong
- 2019–2021:  Mike Snoei
- 2021–2022:  Reinier Robbemond
- 2022–2022:  Jan Vreman (a.i.)
- 2022–2023:  Adrie Poldervaart
- 0000–2023:  Richard Roelofsen (a.i)
- 2023–2025:  Jan Vreman
- 2025–0000:  Marinus Dijkhuizen